# サイコロ

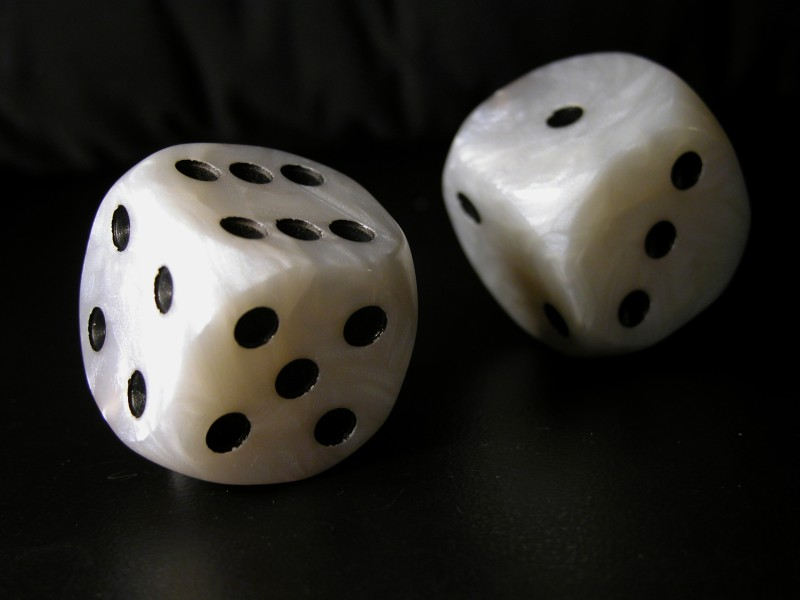
サイコロ（ピップ）

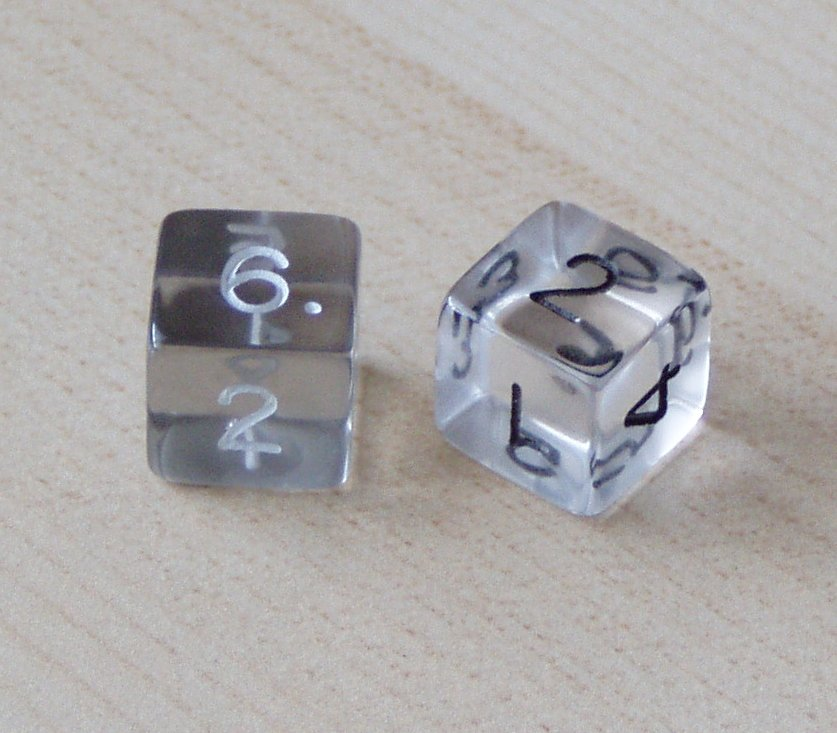
サイコロ（算用数字）

サイコロ（骰子、賽子）、または賽（さい）、ダイス (単：die、複：dice) は主として卓上遊戯や賭博等に用いる小道具で、乱数を発生させるために使うものである。
多くは正六面体で、転がりやすいように角が少し丸くなっている。各面にその面の数を示す1個から6個の小さな点が記されていて、対面の点の数の和は必ず7となる。この点は“目”、または“ピップ” (pip)、“スポット” (spot)、まれに“ドット” (dot) とも呼ばれる。日本製の場合、1の面の目は赤く着色されていることが多々ある。ピップではなく算用数字が記されているものもある。
各面に表示される数も“目”と呼ばれ、サイコロを振った結果表示される数を“出目”と呼ぶ。複数のダイスを同時に振ってすべて揃った出目を“ゾロ目”と表現し、特にすべてが1の目が揃った場合のことを“ピンゾロ”と表現する。

## 歴史

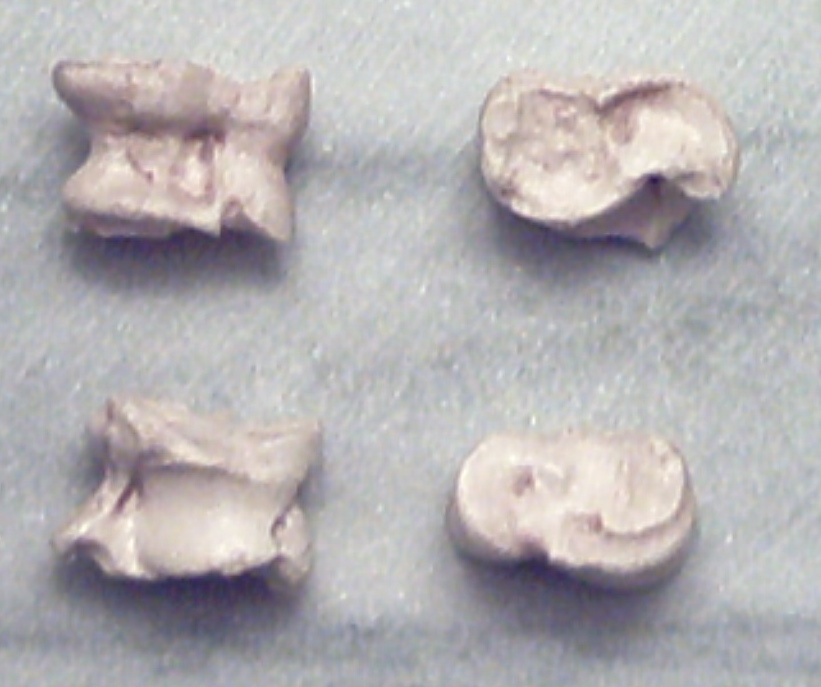
距骨

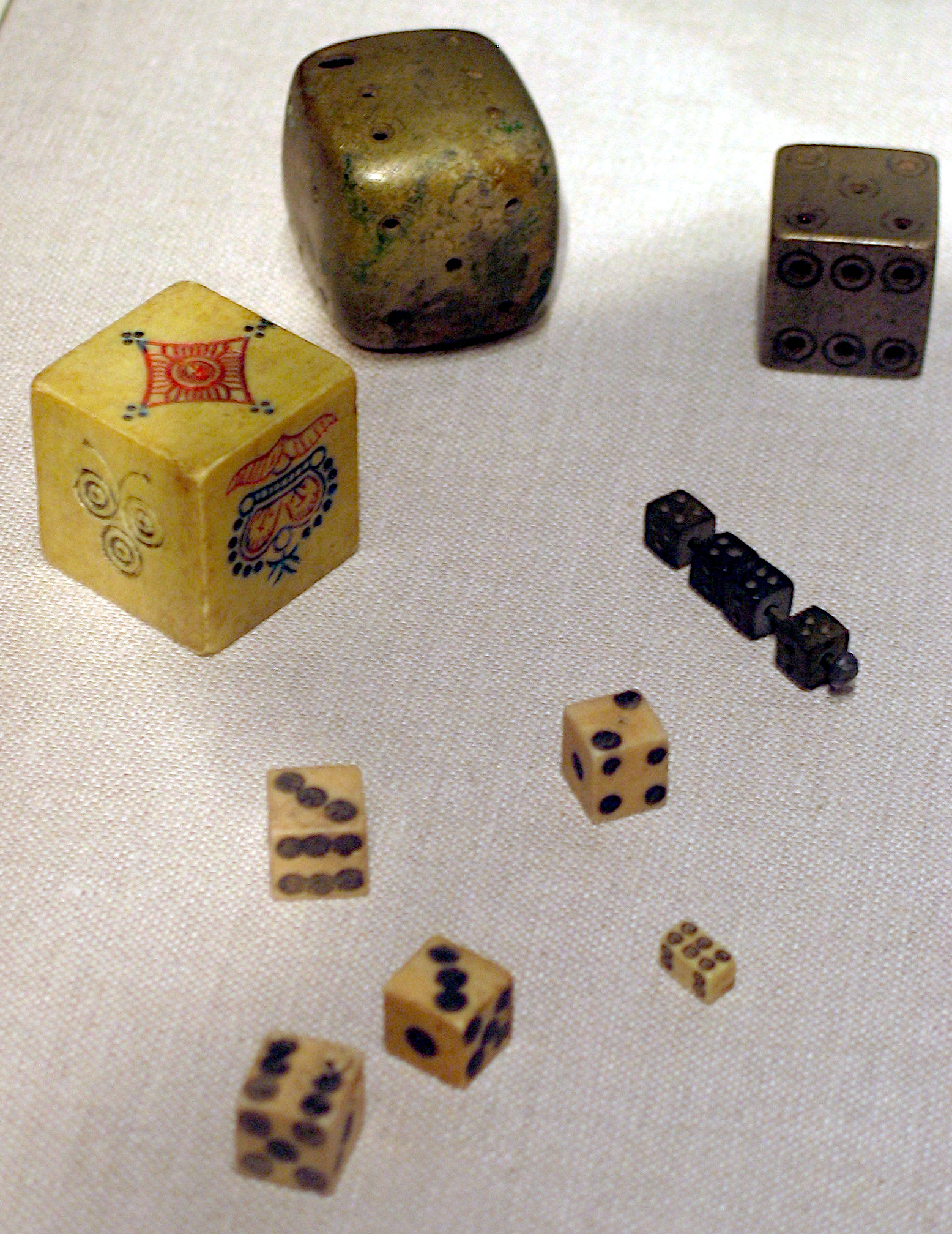
アジアの古いサイコロ

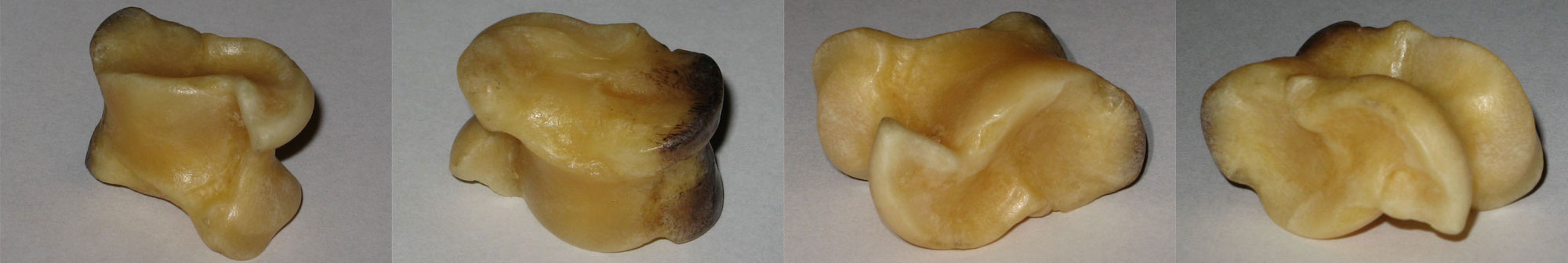
『シャガイ』四面サイコロで各面ラクダ、ウマ、ヒツジ、ヤギと呼ばれる

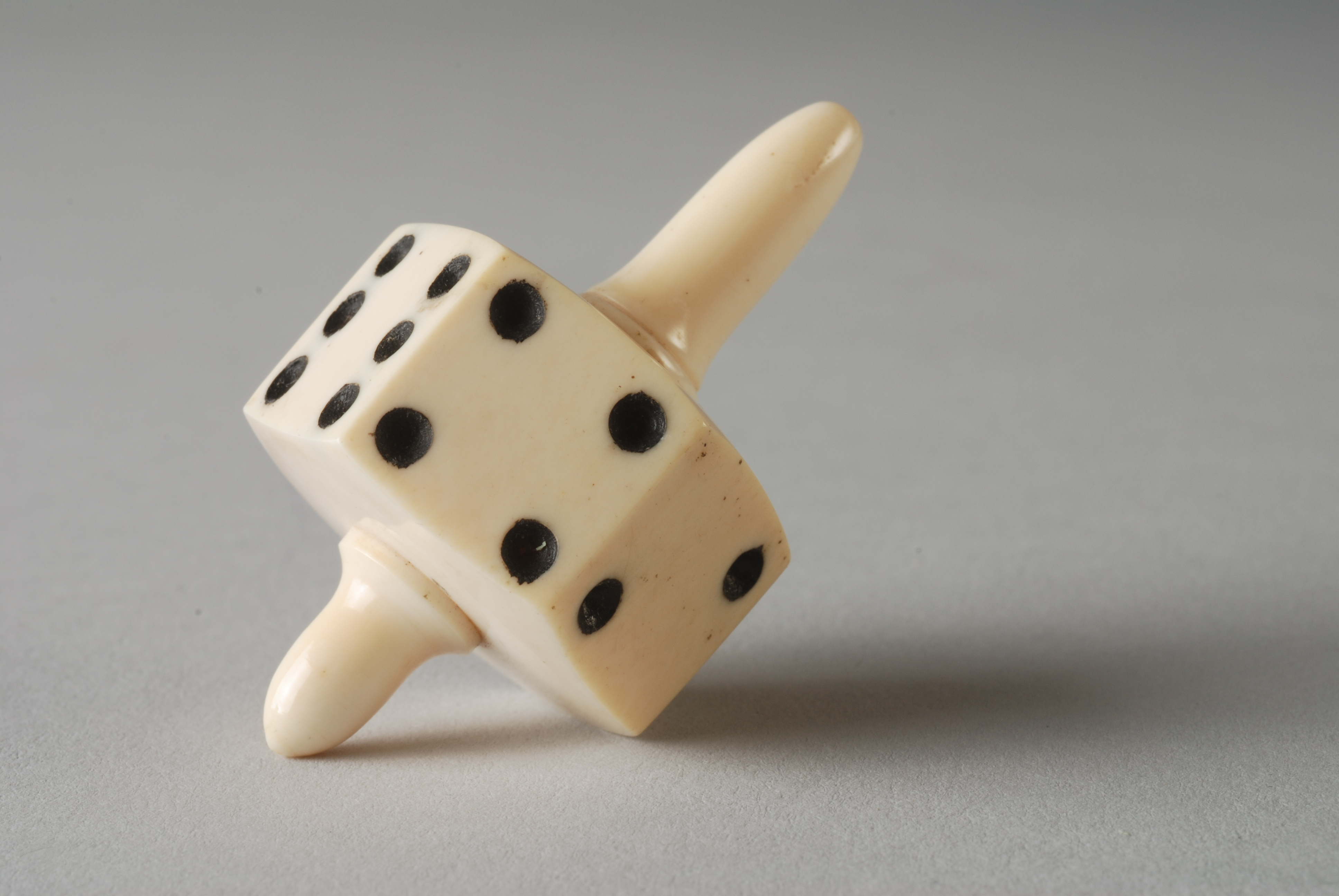
サイコロゴマ（ティートータム）。このような形式のサイコロは古代ギリシアなどから見られる。

最も原始的な形態の“サイコロ”は、宝貝や表裏を塗り分けた木の実などを投げ、それが表か裏かを見るというものである。このような投げ棒型のサイコロは古代インドで良く用いられ、近・現代においてもアメリカ・インディアンの文化などで使われている。しかしながら「サイコロ型」、つまり正六面体のサイコロも古代より出土しており、その成立は大変古いものであることが分かっている。
アジアでは、古いものではインダス文明のハラッパー遺跡などからも出土しており、中国やインドでも古くから存在していたことが知られる。これらの出土品は必ずしも立方体ではなかった。投げ棒型の他に、棒状四角柱で転がして使うもの、三角錐のものなどがあった。
こういった正六面体でないサイコロの中でも独特なのが、牛や羊などの距骨（後ろ足の踝の骨）を用いるものである。距骨は一見すると六面体にも見えるが、どちらかといえばいびつな四角柱に近い形状であり、4種の出目を無作為に得ることができる（ただし、各面の確率は明らかに不均等である）。サイコロとして遊戯に用いる様子は古代ギリシア・ローマの彫刻や絵画にも描かれている。また、距骨は古代エジプトの副葬品にも見られ、他の形態と比べても古くから用いられていたことが分かる。紀元前のモンゴルの遺跡からも発見されており、地理的にも広く使われていた。このタイプのサイコロは、現在でもモンゴル語で「家畜のくるぶしの骨」を意味するシャガイ(en:shagai)という名前で使用されている。
距骨を使ったサイコロこそが現在のサイコロの起源であるとする説も唱えられている。少なくとも、以下のように複数の言語でサイコロは骨と関連付けられている。
- 英語では、古くは「動物の距骨」の意味の複数形「astragali」をサイコロの意でも用いていた。また現代英語でも「骨」の複数形「bones」をサイコロを指すスラングとして用いている。
- 中国語および日本語では「骰子」と表記する。もともとは「投子」と表記していたが、「投」の偏を「骨」に入れ替えて「骰子」となった[3]。

正六面体のサイコロの発祥地は古代インドとも古代エジプトとも言われる。現在と同じように1の裏が6であり、反対面を足すと7になるサイコロの最古のものは、紀元前8世紀頃のアッシリアの遺跡から発掘されたものである。
この他、古代ローマ時代には正二十面体のサイコロも作られており、現在イギリスの大英博物館に収蔵されている。ただし、これは各面に記号を刻んだものであり遊具ではなく占い専用の道具であった可能性が高い。
古代メソポタミアの遺跡からは、4面のサイコロが出土したが、当初はゲームのコマと考えられた。
古代ギリシアでは、3個、時に2個のサイコロを使った賭博が非常に盛んに行われており、特に上流階級の酒宴（シュンポシオン、ギリシア語：συμποσιον）の席では、欠かせないものとなっていた。またギリシア神話には、パラメーデースがサイコロを発明したとの記述がある。
日本へは、奈良時代に中国から伝来した。当初は、棒状のものと正六面体のものの両方が用いられていたようである。
サイコロの目の確率は人智では予想ができないものと考えられていたため、サイコロの動きを、神の意志と捉えて宗教儀式などに用いられる事があった。特にサイコロ発祥の地の一つとされているインドの神話を集録した『マハーバーラタ』にはサイコロ賭博の場面が多く登場する。これは、サイコロ賭博そのものが元々、物事の吉凶についてサイコロに託して占った結果を他者と比較した事に由来するからだとも言われている。日本でも平安時代に藤原師輔が親王誕生を祈願してサイコロを振った故事（『大鏡』）があり、院政全盛期に絶大な権力を誇った白河法皇が「賀茂河の水、双六の賽、山法師、是ぞわが心にかなわぬもの」（鴨川の水の流れ方、双六のサイコロの目、比叡山延暦寺の僧兵、私の思い通りにならぬものはこれ）と述べたという記載が平家物語にある。また江戸時代には航海の安全を祈ってサイコロを船に祀るということが広く行われていた（船霊参照）。
中世以前のヨーロッパで使われていたサイコロは重心や形が不揃いで、理論として確率を予測することは困難だった。13世紀にヨーロッパ各地で均質なサイコロの生産が始まり、サイコロのデザインが標準化されることで、出目のパターンを予測する事が可能となった。サイコロの出目の確率を数学によって解き明かしたのは、1564年に数学者ジェロラモ・カルダーノの著した『運のゲームの本』というギャンブル指南書が最初と言われる。

## 目と重心
サイコロの目は、もとの六面体を凹ませることで作るため、目の分だけ各面から質量が取り除かれることになり、重心に偏りを生ませる。特に、最も数の差が大きい1の面と6の面が向かい合っているため、目の大きさが全て同一のサイコロは1の面側に重心が偏り、転がした際に6の面がもっとも上になりやすく、乱数発生に不都合が生じる。そのため、このことを考慮したサイコロでは、各面に刻む目の容積をその数に反比例させ、1の目が最も大きく、2はその半分、3は3分の1、…6は6分の1、という具合に徐々に小さくなるようにし、各面が失う質量を等しくすることにより、重心の偏りを避ける工夫がなされている。ただし、市販のサイコロの大部分はそこまで行わず、1の面の目だけが大きく他は同じ大きさといった程度である。この場合、最も上になりやすいのは5の面である。
また、各々の面において目の配置が点対称あるいは左右対称なのも、配置による重心の偏りをなくすための工夫である。
さらに、カジノゲームのクラップスや競技バックギャモンで使われるダイスでは、少しでも重心の偏りをなくすため、目を凹ませた後に素材と同比重の塗料（もしくは本体と同材質異色の材料）で埋めてある。また角も丸められてはいない。これらをプレシジョン・ダイス（precision dice、精密ダイス）という。
また、各目に穴を空けずに塗装するだけのサイコロもある。もちろん、このようなサイコロには重心の偏りが少ない。
逆に、わざと重心を偏らせて特定の目が出やすいようにしたものをグラサイと呼ぶ。これはいかさまサイコロである（#不正なサイコロ）。

## 各国のサイコロ

### 中国のサイコロ

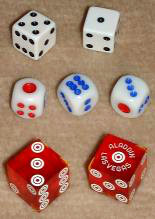
上から西洋式・中国式・カジノ用のダイス

中国には紀元前よりダイスゲームに相当するものがあったが、秦始皇帝陵から出土したサイコロは14面であった。漢代になると18面のサイコロが使われるようになった。南北朝時代にはこのようなサイコロを「煢（けい）」と呼んだ。ほかに棒や木板を複数投げることもあった。その後、西域から双六が伝来・流行するとともに、正六面体のサイコロが使われるようになった。

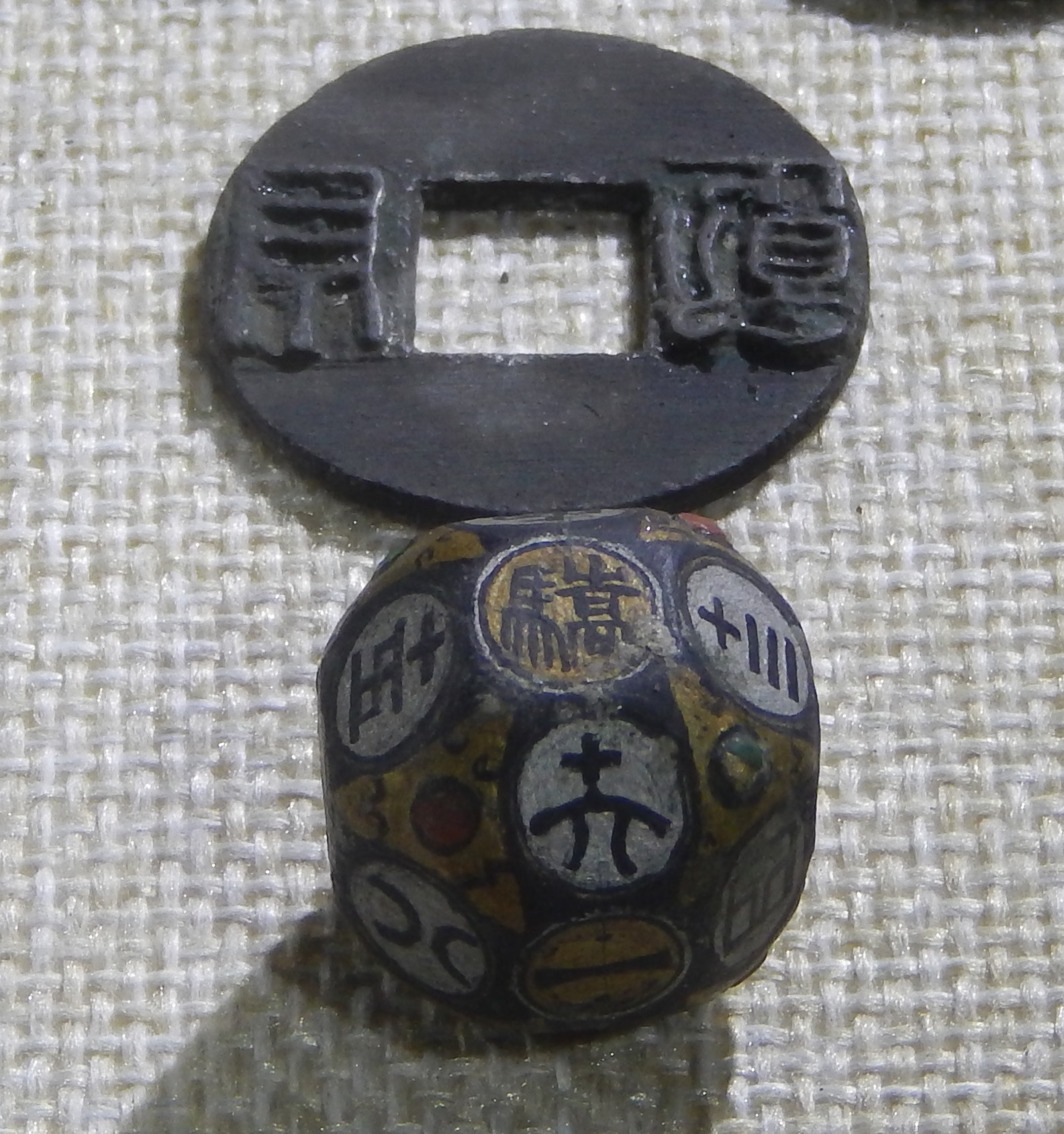
漢代中国の18面ダイス（煢）

中国のサイコロの特徴として、1と4の目が赤いことがあげられる。また2の目のつき方が西洋のものと異なる。全体的に目と目の間隔が狭い。4の目が赤い理由について、もとは1だけが赤かったのを、唐の玄宗皇帝が楊貴妃とダイスゲームをしていて、4の目で勝てたのを喜んで、4を赤く塗らせたという伝説があるが、真偽不明である。同様の話が平治物語（13世紀）にも見えるが、こちらでは3と4の目を赤くしたとある。

### 朝鮮のサイコロ

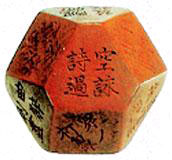
新羅時代の14面ダイス（酒令具・複製品）

朝鮮のサイコロは中国の影響が強く、伝統的なサイコロはやはり1と4の目が赤い。中国の煢と同様の、新羅時代の14面（切頂八面体を変形して各面の面積をほぼ同じにした形状で、正方形6面、六角形8面から成る）のサイコロが慶州市の雁鴨池から出土している。酒令用なので酒令具と呼ばれ、各目にはその目が出たときにする行為（罰ゲーム）が記されている。この酒令具の出土品（本物）は水分を取り除く保存処理のためオーブンに入れていたところ、温度が高すぎて燃えてしまったため現存しておらず、複製品だけが現存している。近くからは六面体のサイコロも出土している。
板状のサイコロは現在もユンノリで使用されている。刻み目をつけた5面の棒状のサイコロはユンモク（輪木）と呼ばれ、スンギョンド（陞卿図）という出世すごろくの一種で使われる。

### 日本のサイコロ
1の目を「ピン」と呼ぶ場合も多い。
「1926年に和歌山県の業者が天を示す1の目を赤く塗った。他社との差別化のためだったという。これが広まって日本製のサイコロの1の目は赤く塗られるようになった。」と言われているが、これを裏付ける根拠は見つかっていない。他にも、日の丸を元にしたとする説もある。
また、遊戯用は1の目が赤く、賭博用は1の目が黒いとも言われているが、これはまったく事実とは異なる。任侠映画に長く携わってきた東映京都撮影所でも、「時代考証から云っても黒です。」としている。

### アメリカ先住民
カリフォルニアなどに住んでいたチュマシュ族は、クルミの実の殻にアスファルトを詰めて個数を決めた貝殻のかけらを入れて目を作った。

## サイコロの雌雄

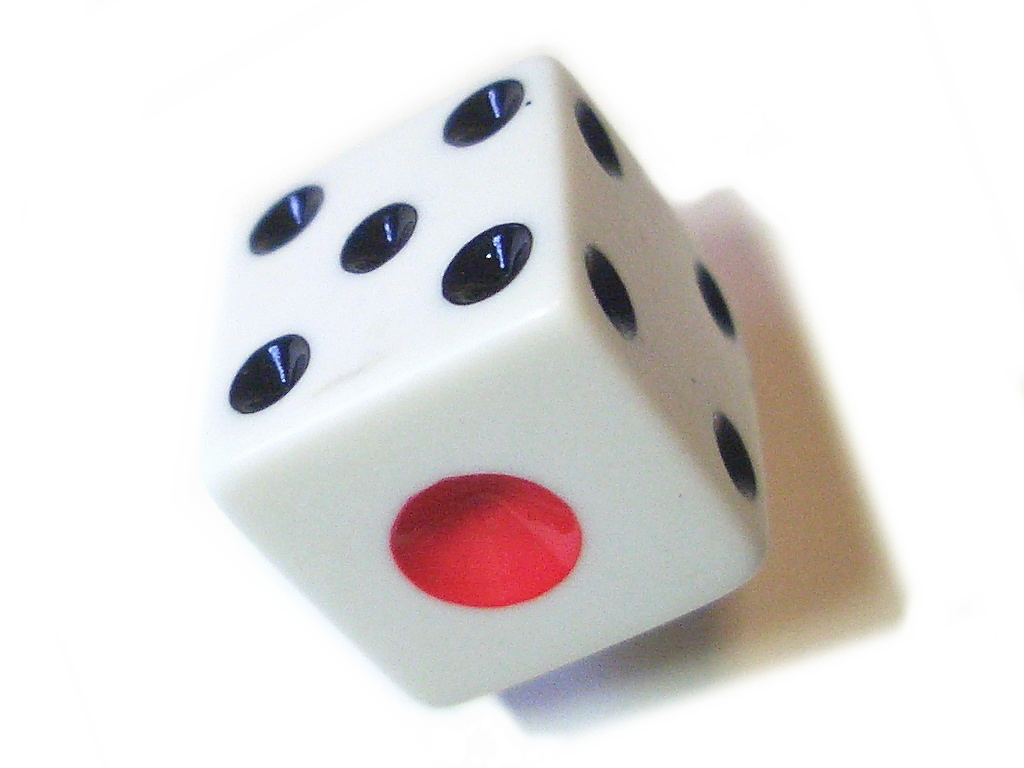
日本製のサイコロ（天一地六東五西二北三南四: 雄）

サイコロの目の割り振りは、ほぼ「天一地六東五西二南三北四」（雌サイコロ）と決まっていて、方角を示す道具としても使われる（つまり1の目がある面が上である）。これは、日本だけの特徴ではなく、世界的な共通点である。ただし、「南三」でなく「北三」になっているサイコロもあり、「南三」を雌サイコロ、「北三」を雄サイコロと呼ぶこともある（異性）。サイコロの雌雄の見分け方は、1・2・3の面が集まる頂点を正面に置き、1→2→3の順に見たときに時計回りになるのが雄サイコロ、反時計回りになるのが雌サイコロである。舟になぞらえて「天一地六表三艫四面舵二取舵五」ともいう。

## 立方体でないサイコロ

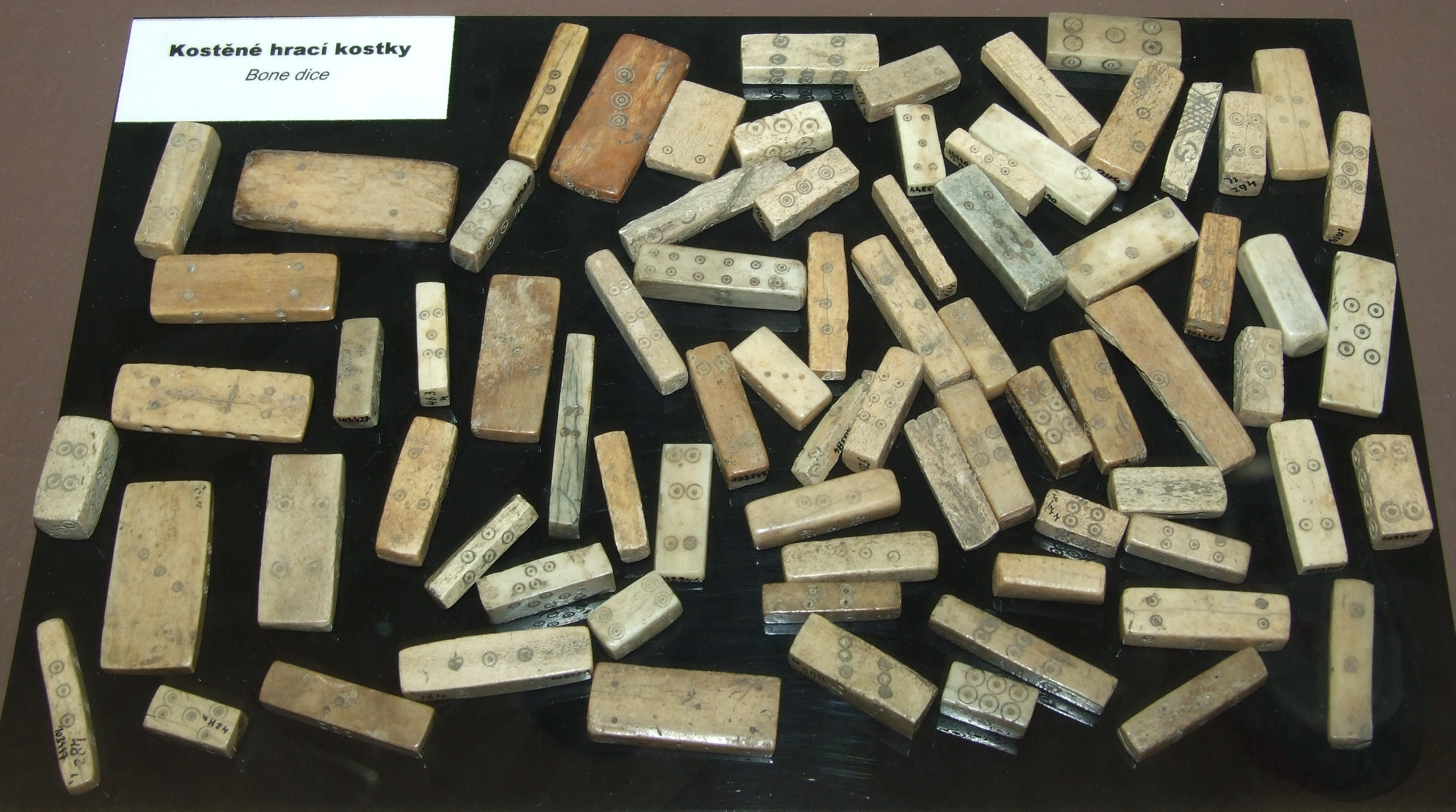
ロングダイスのコレクション。

普通のサイコロは乱数の範囲が1〜6に限られるため、用途によっては不適当である。そのため、立方体ではない形状のサイコロも存在しており、これを多面ダイス、または多面体ダイスと呼ぶ。ちなみに、これらと併せて用いる場合、通常のサイコロは六面ダイスなどと呼ばれる。目の数が多くなる程サイコロの形が球体に近づき止まりにくくなるため、出る目を判定できるようになるまで時間がかかる。
通常これらの多面ダイスでは目は算用数字で記されているため、6と9とを混同しないよう付点（6.と9.）や下線（6と9）が併記されている。
これらの各種多面体ダイスは、頻繁に乱数処理を行うテーブルトークRPGに代表される卓上ゲームに多用されることから、ホビーショップなどで入手可能な場合が多い。
多面体ダイスが一般に流布する以前の西洋では、一部のギャンブルゲームや兵棋演習にTeetotum(ティートータム)を独楽式の乱数生成器として用いるものがあった。また、ユダヤ教の祝祭、ハヌカーで子供達に配られるドレイドル(Dreidel)は同じく独楽式の四面ダイスである。インドやネパールでも古い形態のサイコロである投げ棒（ロット）式のサイコロが現在でも使われている。

### 一般的な多面ダイス

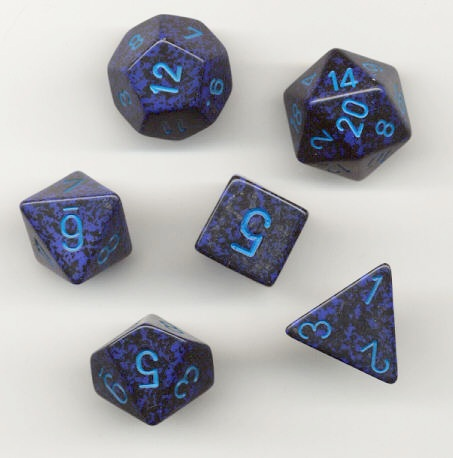
各種ダイス（4面〜20面）

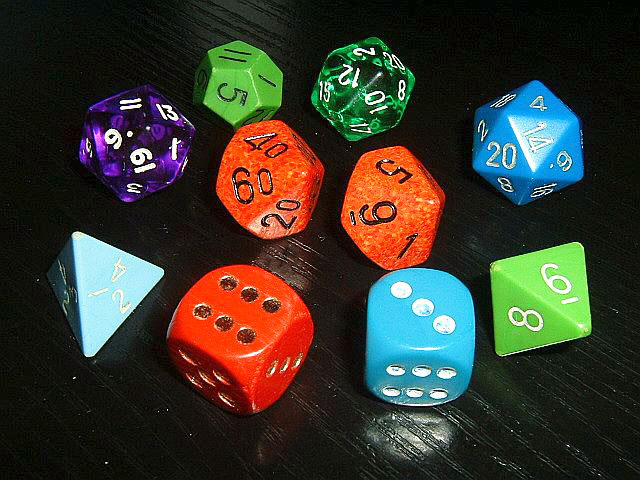
サイコロの数々

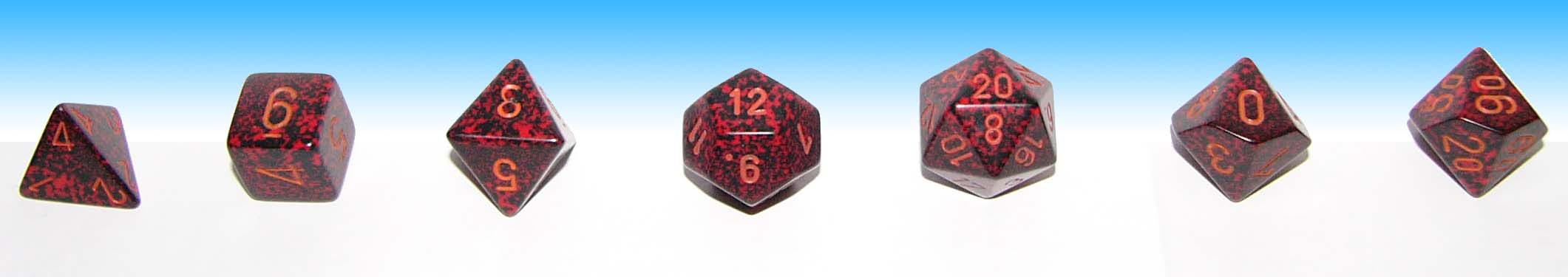
各種ダイス（左から四面、六面、八面、十二面、二十面、十面、十面（二桁））

- 四面ダイス - 形状は正四面体。1〜4の目を出す。四面体の性質上、上を向く面はない。数値の読み方に二つのタイプがある。
  - 各面の中央付近に3つの出目が振ってあり、そのうち床に接している数値を読むタイプ。
  - 頂点の周囲に数字が振ってある。上の画像で手前に見えている面には、3つの数字1、2、4が書いてあり、このうち上の頂点に書いてある4が出目である。画像上背後に隠れて見えない面でも、上の頂点の脇には4と書いてある。このタイプのほうが後発であった。
- 八面ダイス - 形状は正八面体。1〜8の目を出す。
- 十面ダイス - 十進数の乱数を発生させるためのもの。1〜10の目を出すものもあるが、0〜9の目を出すものほうがより普及している。後者を自然数を生成する用途で用いる場合は、一般的に0を10と読み替える。
  - 正ねじれ双五角錐と呼ばれる、二つの五角錐を半分ずらして底面で貼り合わせたような形状。ホビーショップで通常手に入るものはこちらである。なお、後述のように、正ねじれ双角錐の形状により、さらに面の個数を増やした双錐体ダイスを作ることができる。
    - この形状で00, 10, 20...90と目が振ってある二桁の十面ダイスも今日普及している。これは一桁の十面ダイスと組みで振る事で、30の目と7の目が出れば37、90の目と0の目が出れば90、00の目と0の目が出れば100と読むなどし、1〜100までの自然数を生成するために用いられる。

  - 双四角錐台のもの(下節#非実用的な多面ダイスの画像を参照)。面の形状・面積が一様でなく乱数生成には適切でない。ゲーマーの間では「変わりD10」、「ダメD10」などと呼ばれる。このタイプが日本である程度普及しているのは「さんすうセット」教材に含まれている為である。
  - 正二十面体の面に0〜9の目が二つずつ向かい合うよう割り振った、上述2種よりも良い一様性が期待される「統計用乱数賽」が用いられることもある。しかし、ゲームの分野においては二十面ダイスとの混同を避ける為に独特の形状が好まれ、あえてこの形状のものを避ける傾向もある。
- 十二面ダイス - 形状は正十二面体。1〜12の目を出す。
- 二十面ダイス - 形状は正二十面体。1〜20の目を出す。
過去には上述の「統計用乱数賽」で代用される事もあった。この場合、出目0〜9の片方に着色するなどし、無着色の0は10、着色の1〜9は11から19、着色の0は20、とそれぞれ読み替える。

### 稀な多面ダイス
14面、16面、24面、30面、60面、120面などのダイスも稀に見られる。いずれもサイコロに適した形状をしているため、実用に向く。ただし、ホビー用のサイコロはそれほど精度が高くない。

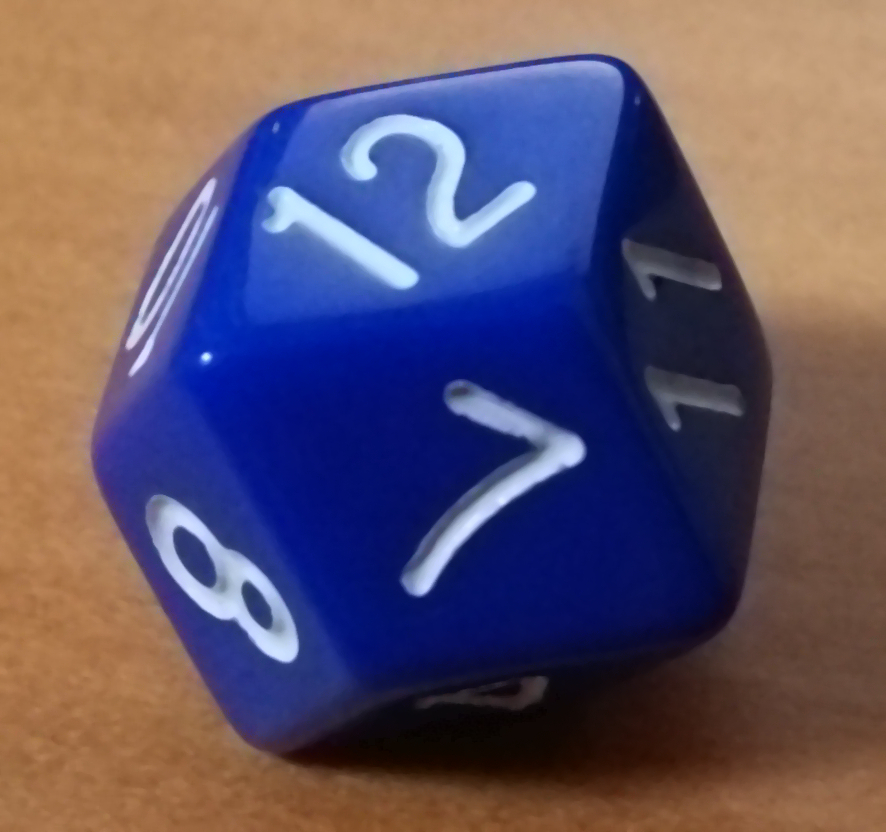
12面ダイス（菱形十二面体）
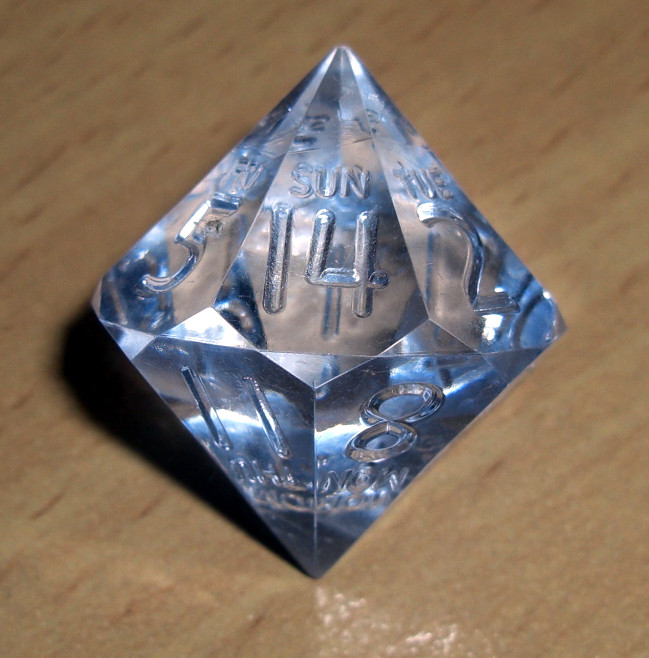
14面ダイス（ねじれ双七角錐）
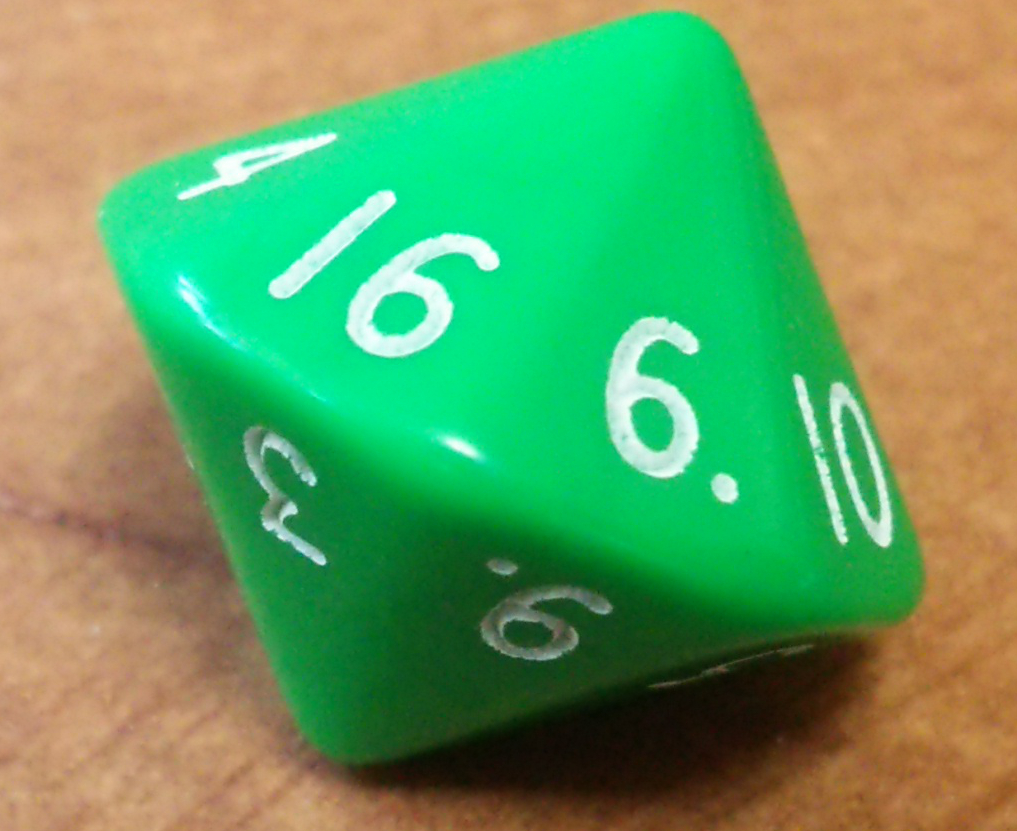
16面ダイス（正双八角錐）
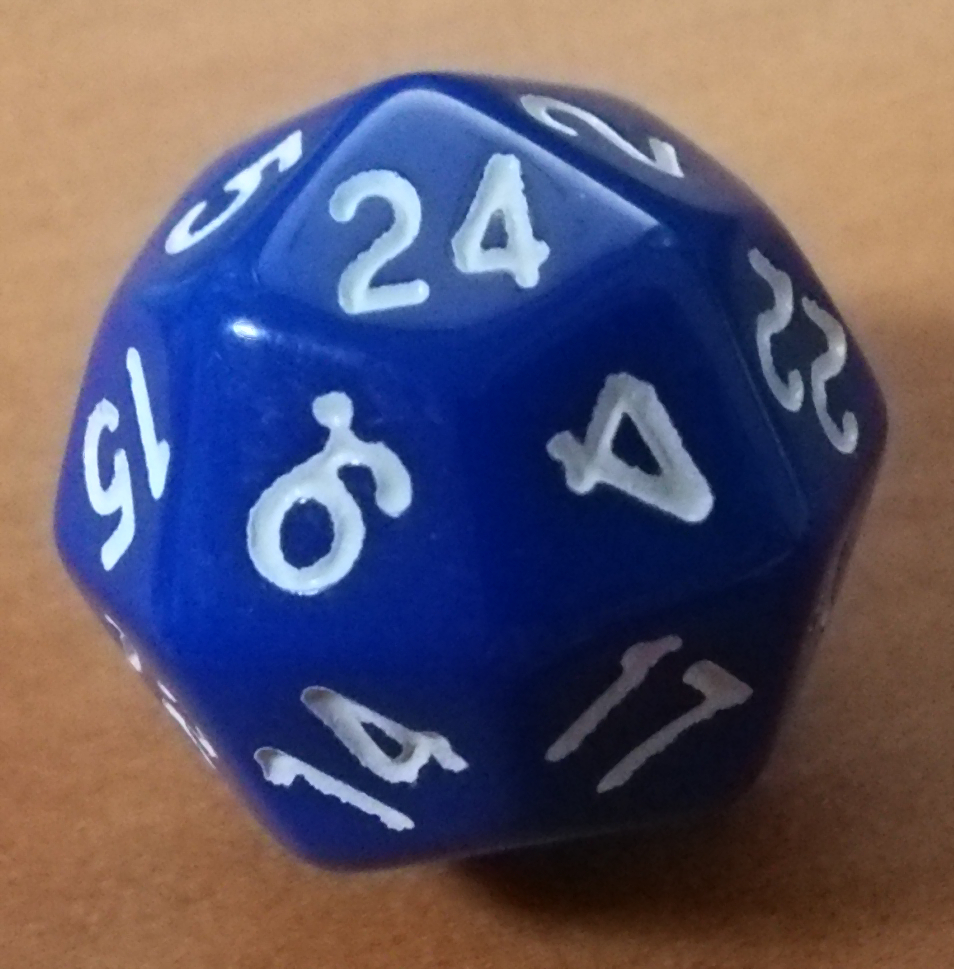
24面ダイス（凧形二十四面体）
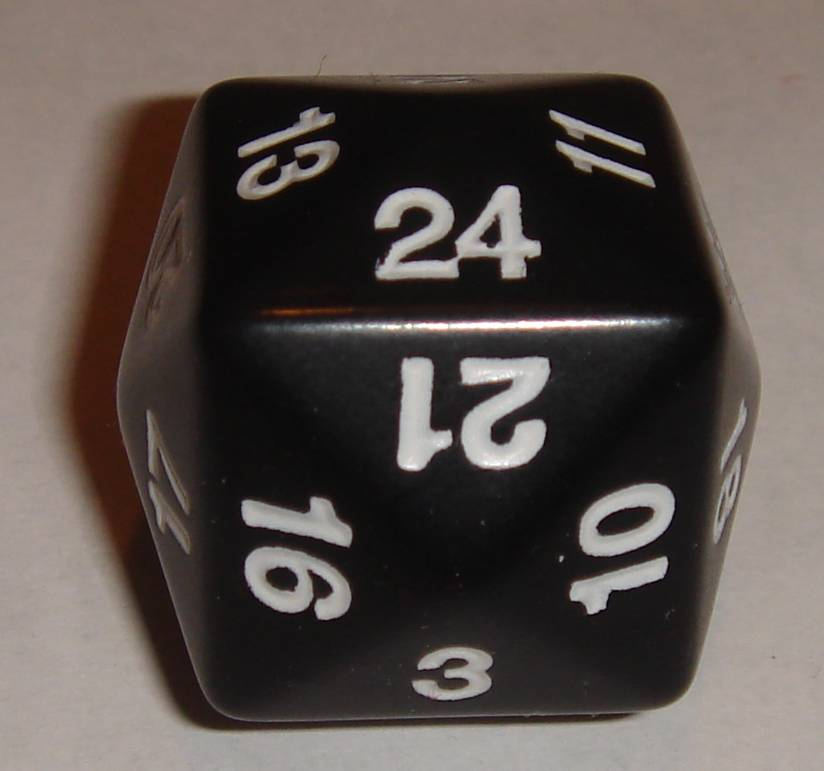
24面ダイス（四方六面体）
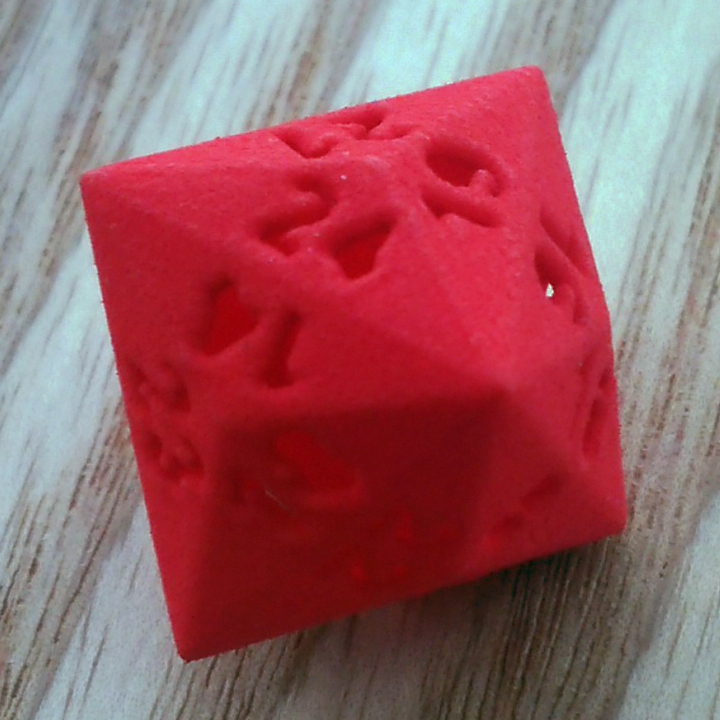
24面ダイス（三方八面体）
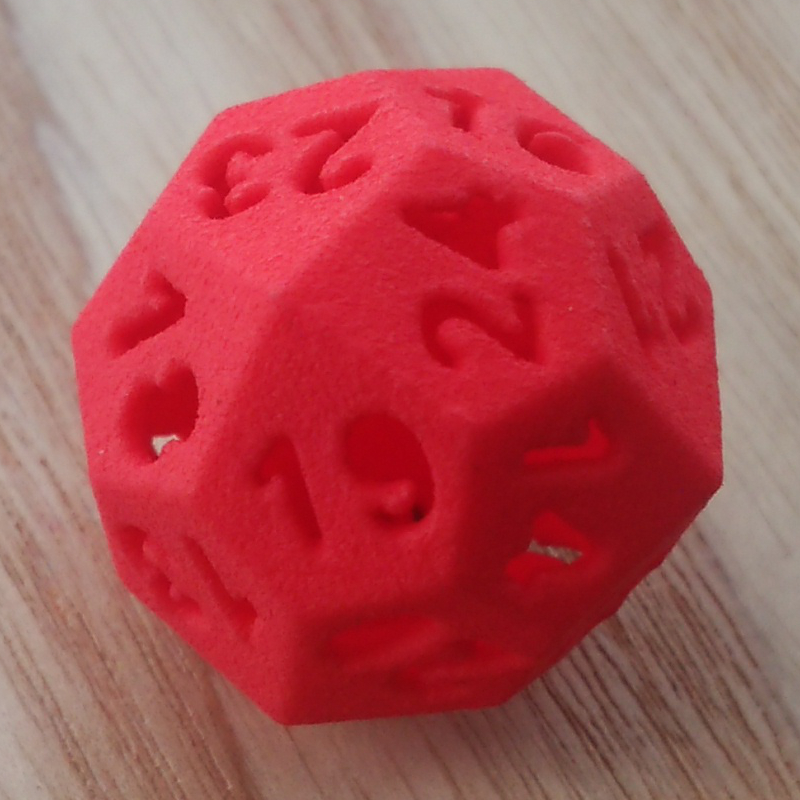
24面ダイス（五角二十四面体）
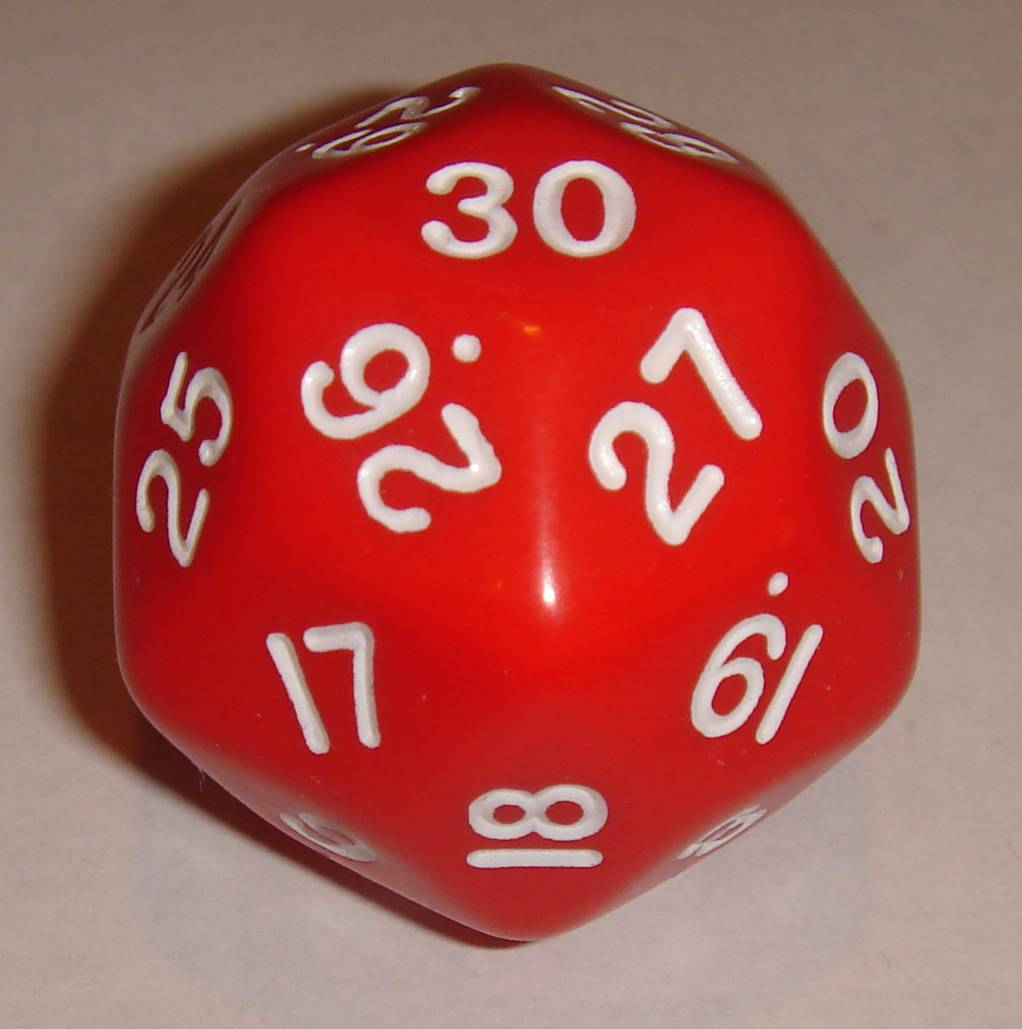
30面ダイス（菱形三十面体）
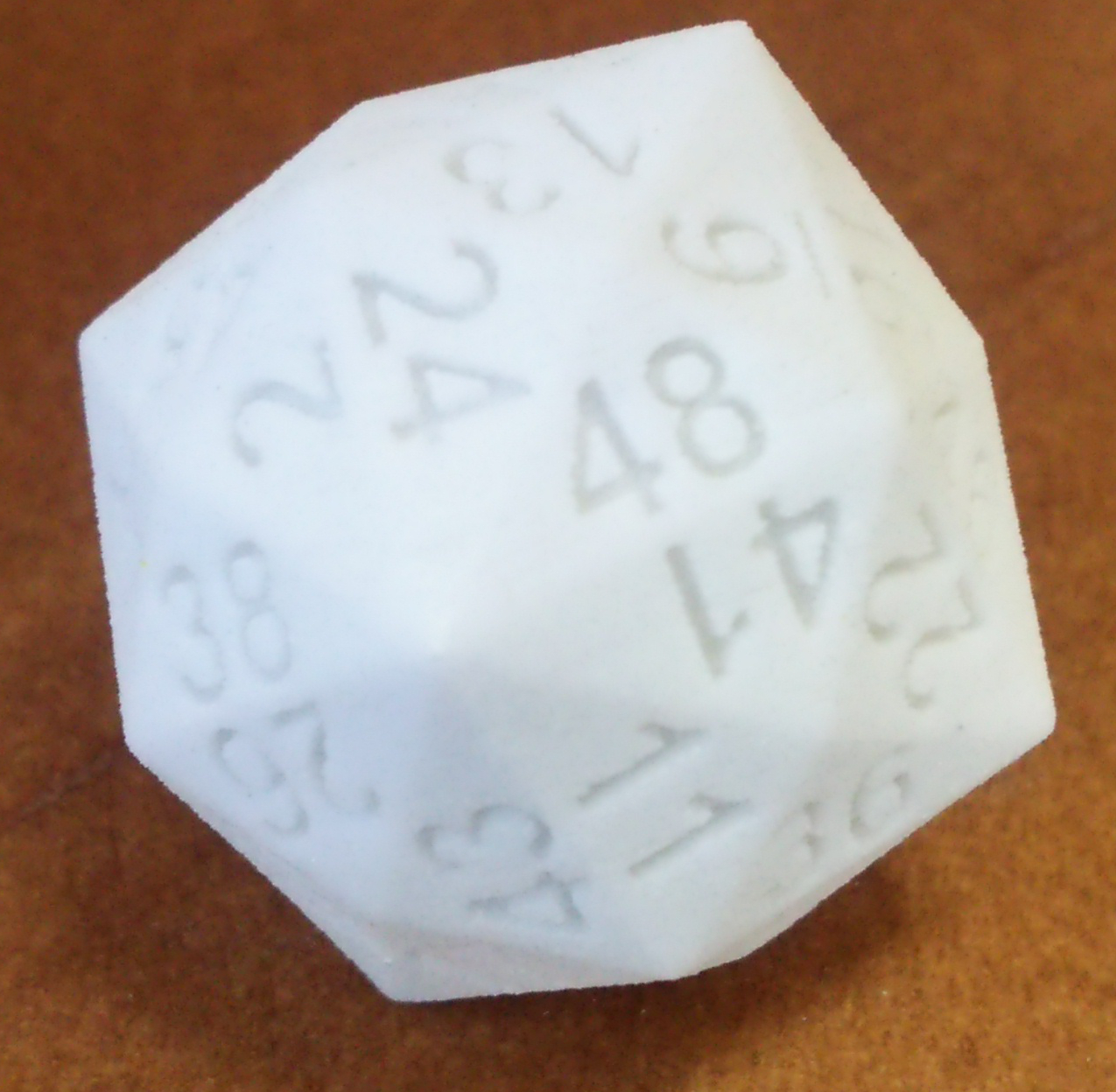
48面ダイス（六方八面体）
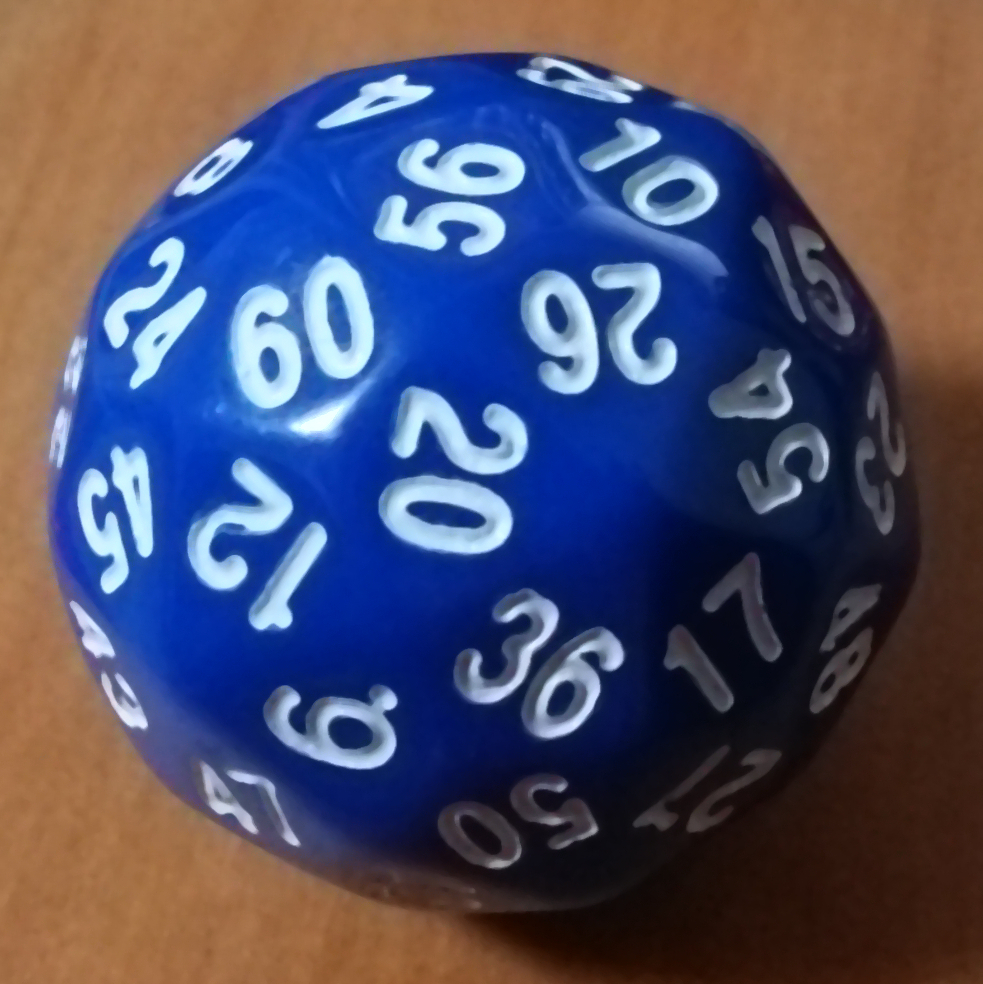
60面ダイス（凧形六十面体）
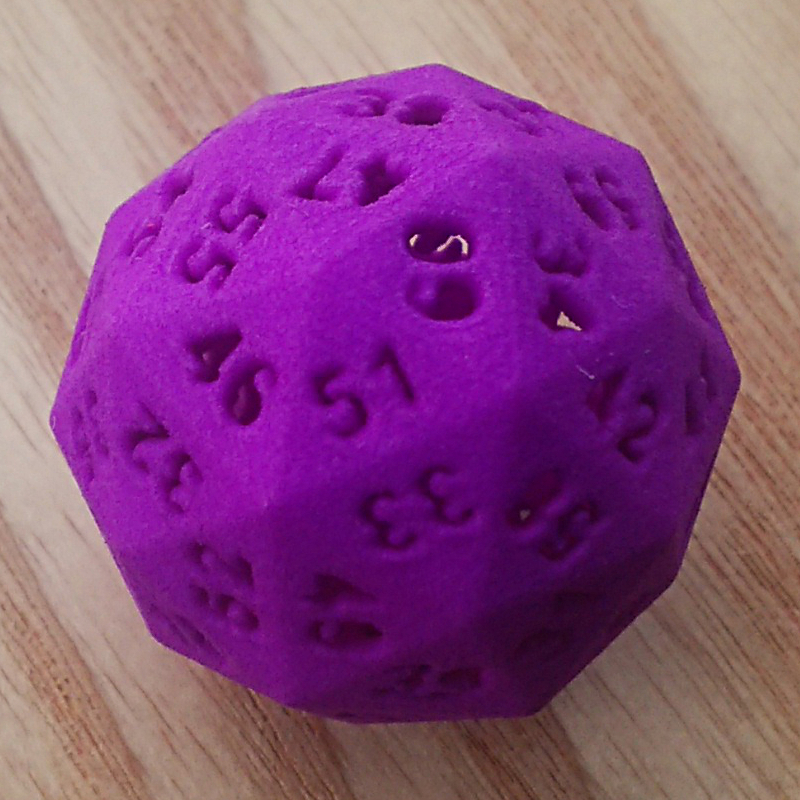
60面ダイス（五方十二面体）
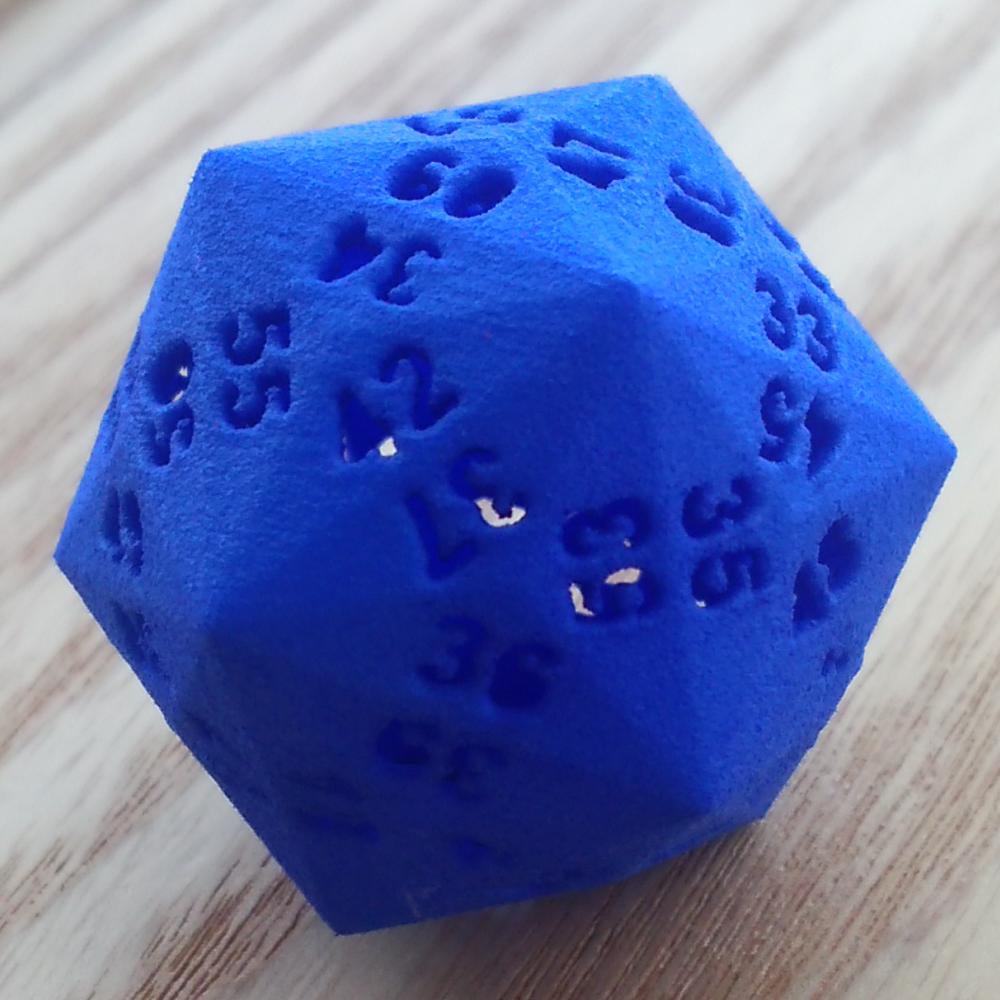
60面ダイス（三方二十面体）
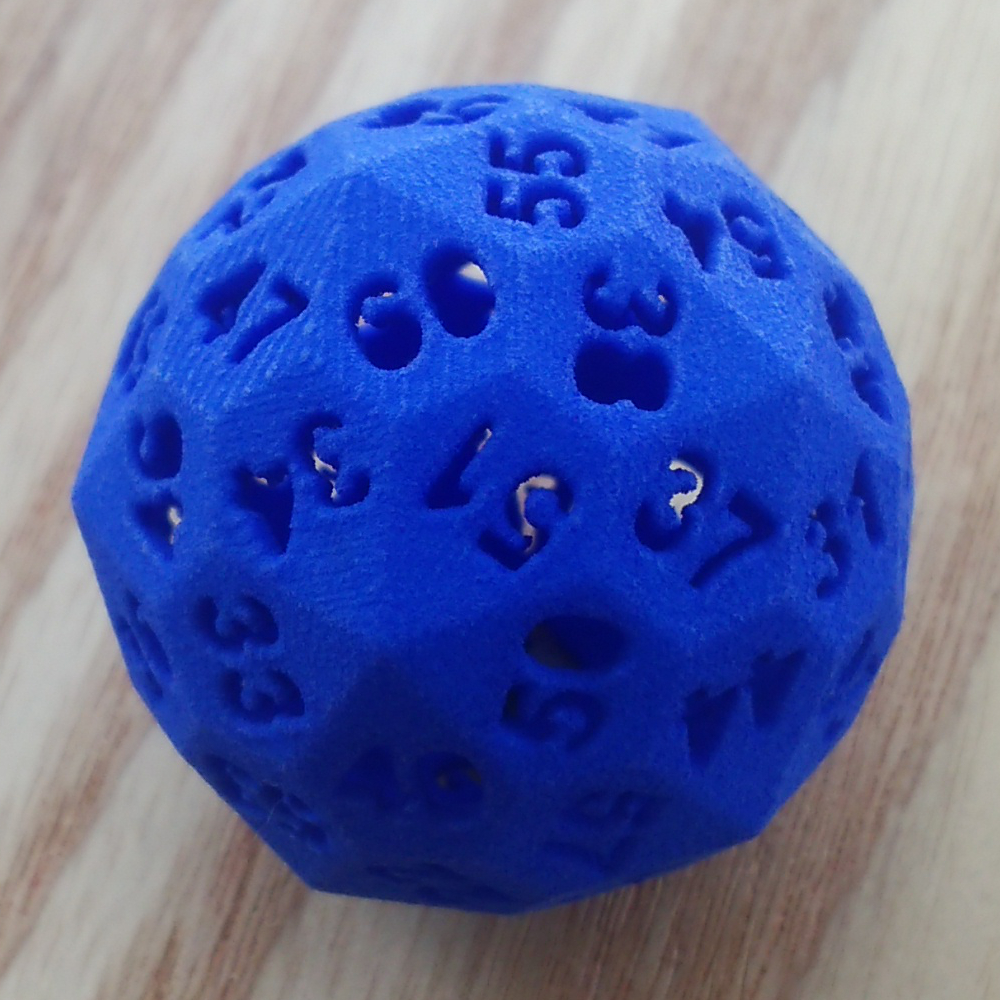
60面ダイス（五角六十面体）
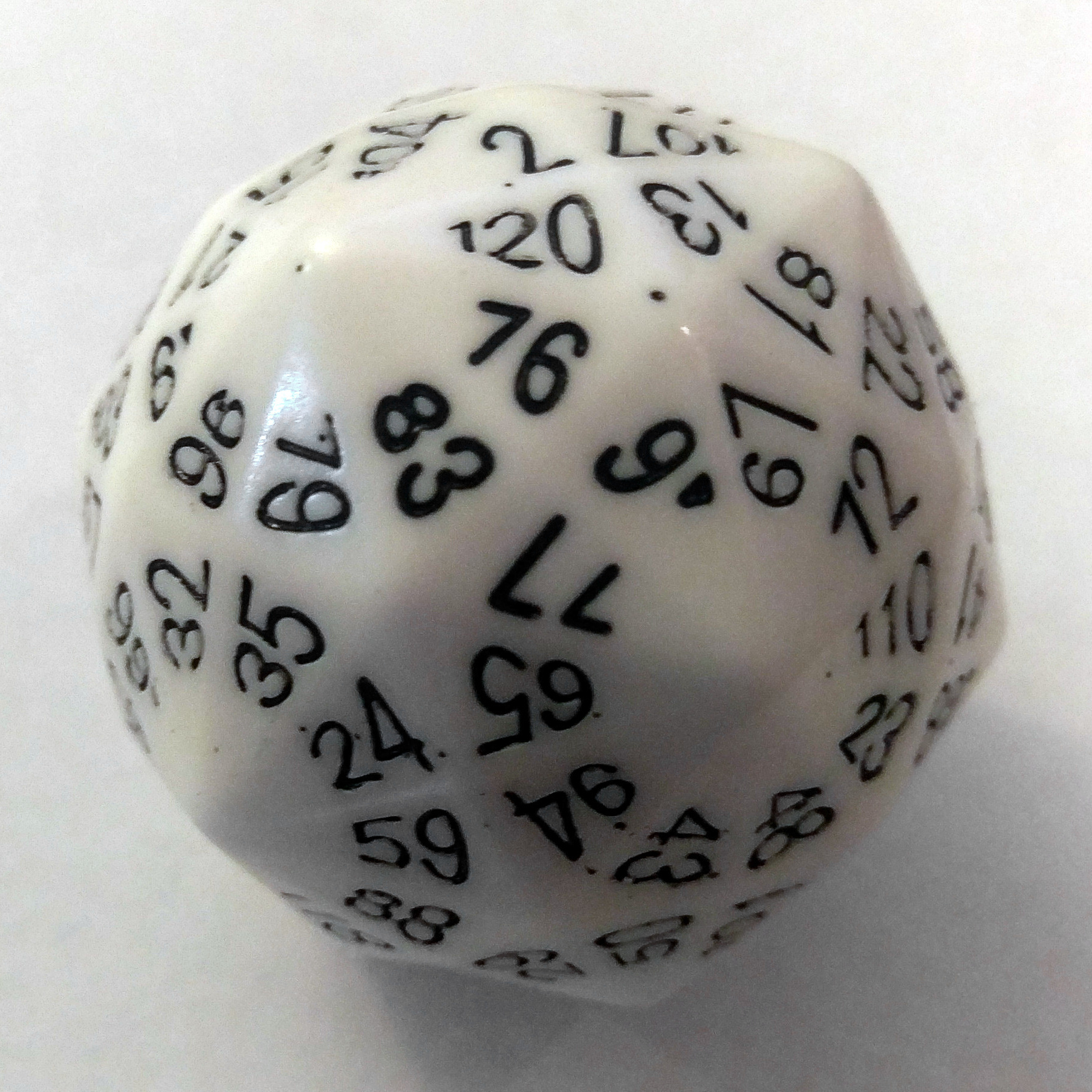
120面ダイス（六方二十面体）

### 非実用的な多面ダイス
なお、玩具として、「各面の面積や形状が異なる」「各面が不均等な配置」などのものも売られているが、出目は統計的に好ましくなく、実用的ではない。正角柱で底面も使用するものや、ゾッキヘドロン（Zocchihedron）と呼ばれる100面ダイスなどが挙げられる。メビウスの輪の1面ダイスに至っては、「1」の目が出る確率が100%であり、ジョークグッズとなっている。また、完全に球状のサイコロで、内部にくぼみが設けられた空洞があり、振ると空洞内に入れられた鉄球がくぼみに入って目が出るような物もある。
ただし、各出目の出現確率が不均等である点を逆手に取り、特定の「出にくい目」などの効果を狙う使用法もある。たとえばまわり将棋では出目に大きく差がある将棋の駒をサイコロ代わりに使う。
また、特に球を元に作られたものを「ゴルフボール形ダイス」という場合があり、以下に示す画像では、11面、32面、50面、100面のサイコロがこれに相当する。
前述の新羅時代の朝鮮半島の14面のサイコロ（酒令具）も、各面の面積や投げた場合の出る確率はほぼ同じであるが、正方形6面、六角形8面から成っているため、全ての面が同じ形状となっているわけではなく、転がした場合の出る確率は六角形面の方が出やすくなるという偏りが生じてしまう。
『マジック:ザ・ギャザリング』や類するトレーディングカードゲームで用いられる「スピンダウン式ライフカウンター」は一見では通常の20面体ダイスだが、面に振ってある数字が散らされておらず、隣接する値（例えば19に対して18と20）がすぐ探せるようになっている。重心や形状に偏りがあった場合に統計的な影響が大きく出るため、乱数生成には理想的でない。
立体として何面と明確に定義できない特殊なタイプのサイコロとして、Pass the Pigsというゲームに用いられる豚型のサイコロもある。ただしその豚型のサイコロは、静止状態が6通りであるため、サイコロとしては6面相当と考えることもできる。

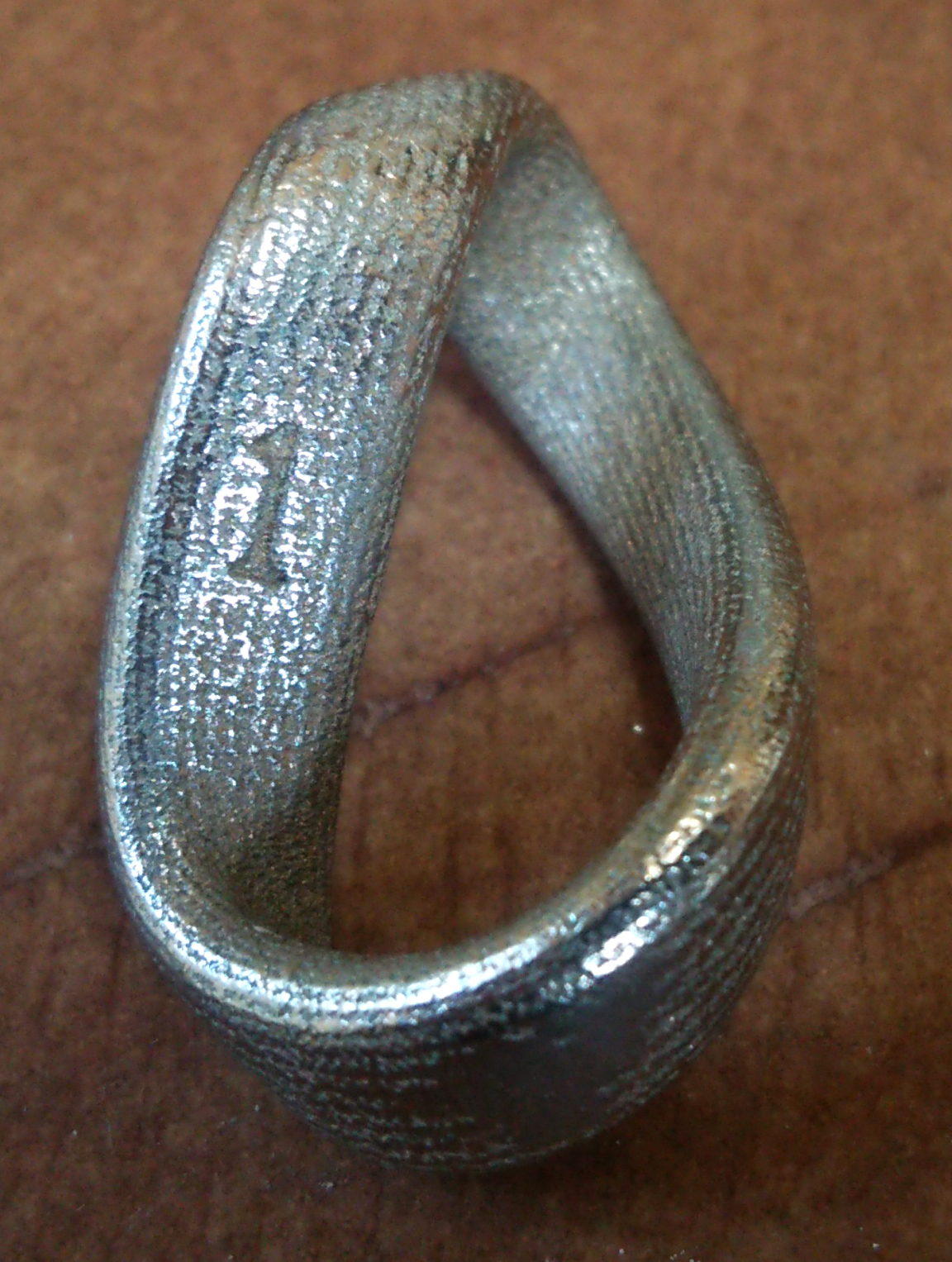
1面ダイス（メビウスの輪）
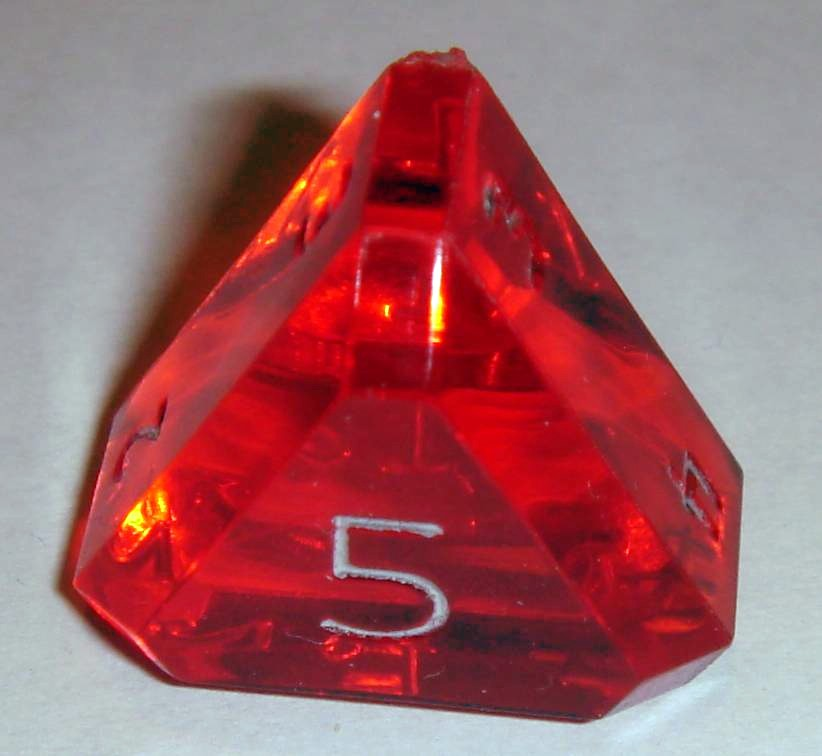
5面ダイス（三角柱）
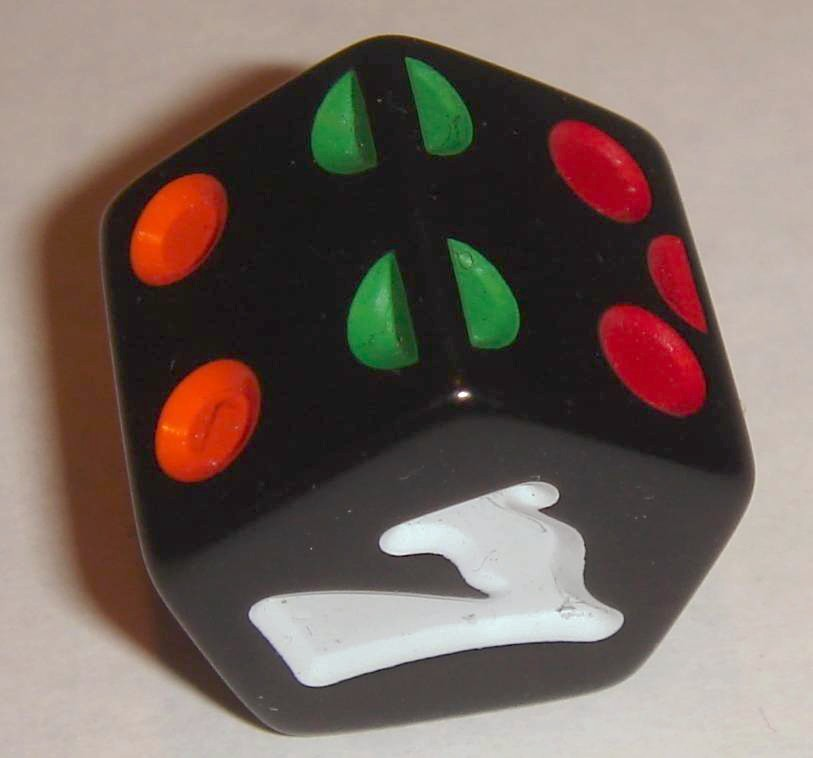
7面ダイス（五角柱）
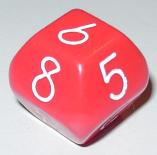
10面ダイス（双四角錐台）
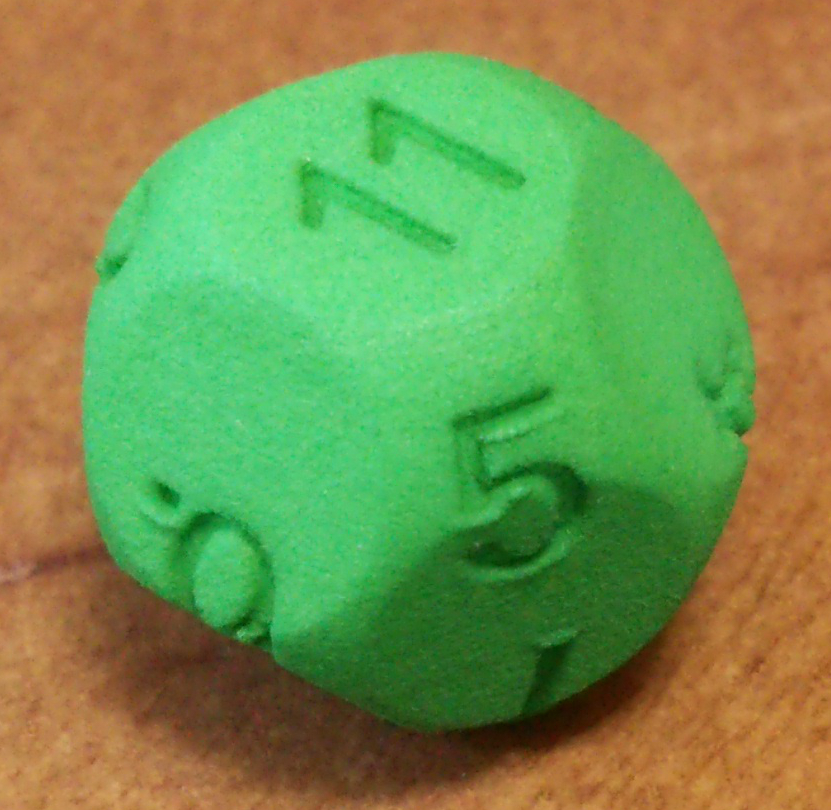
11面ダイス
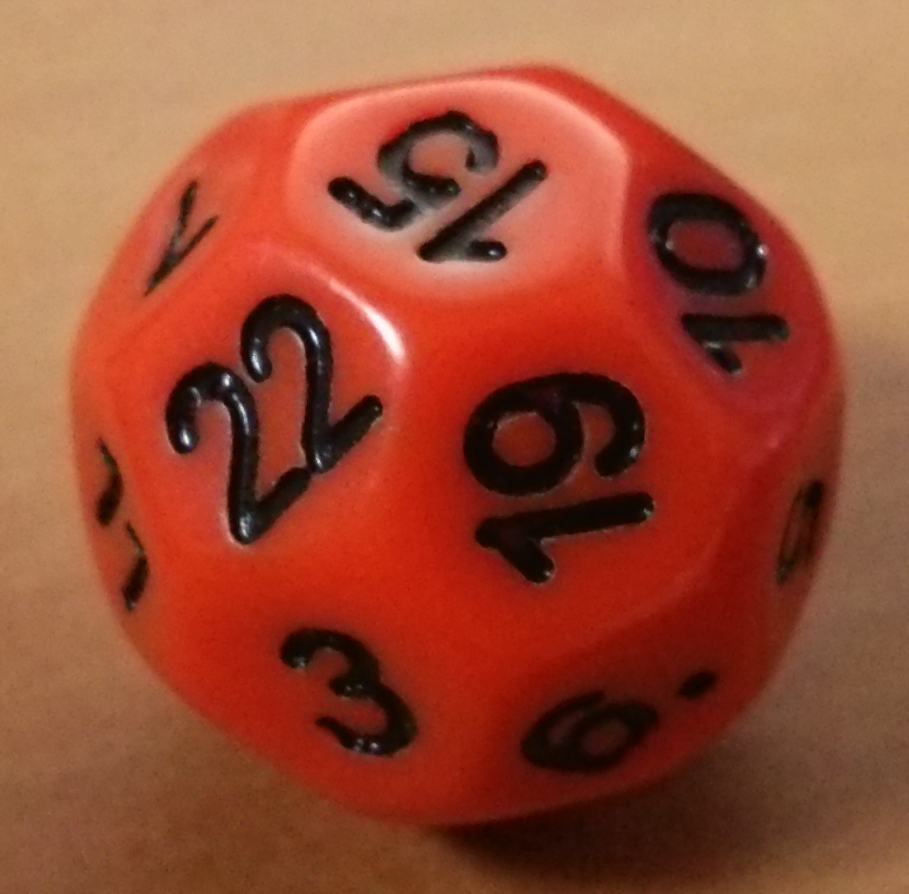
22面ダイス
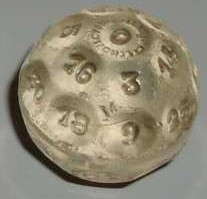
32面ダイス
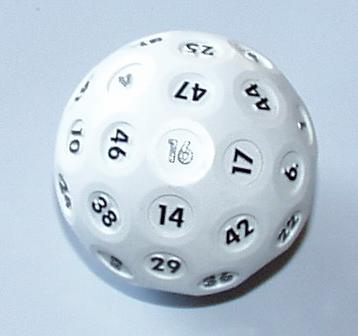
50面ダイス
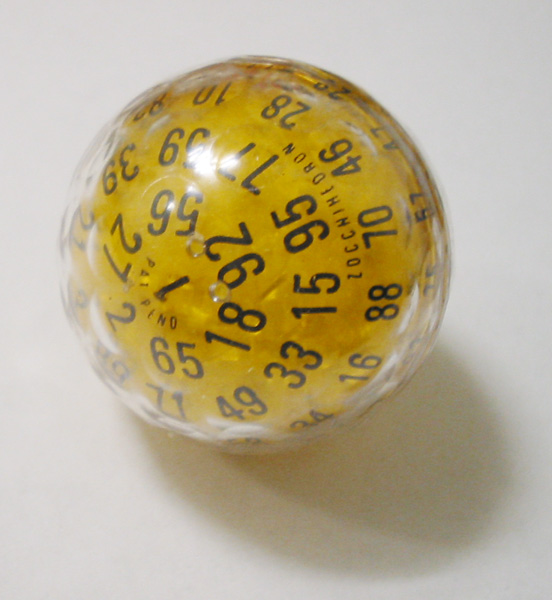
100面ダイス（ゾッキヘドロン）
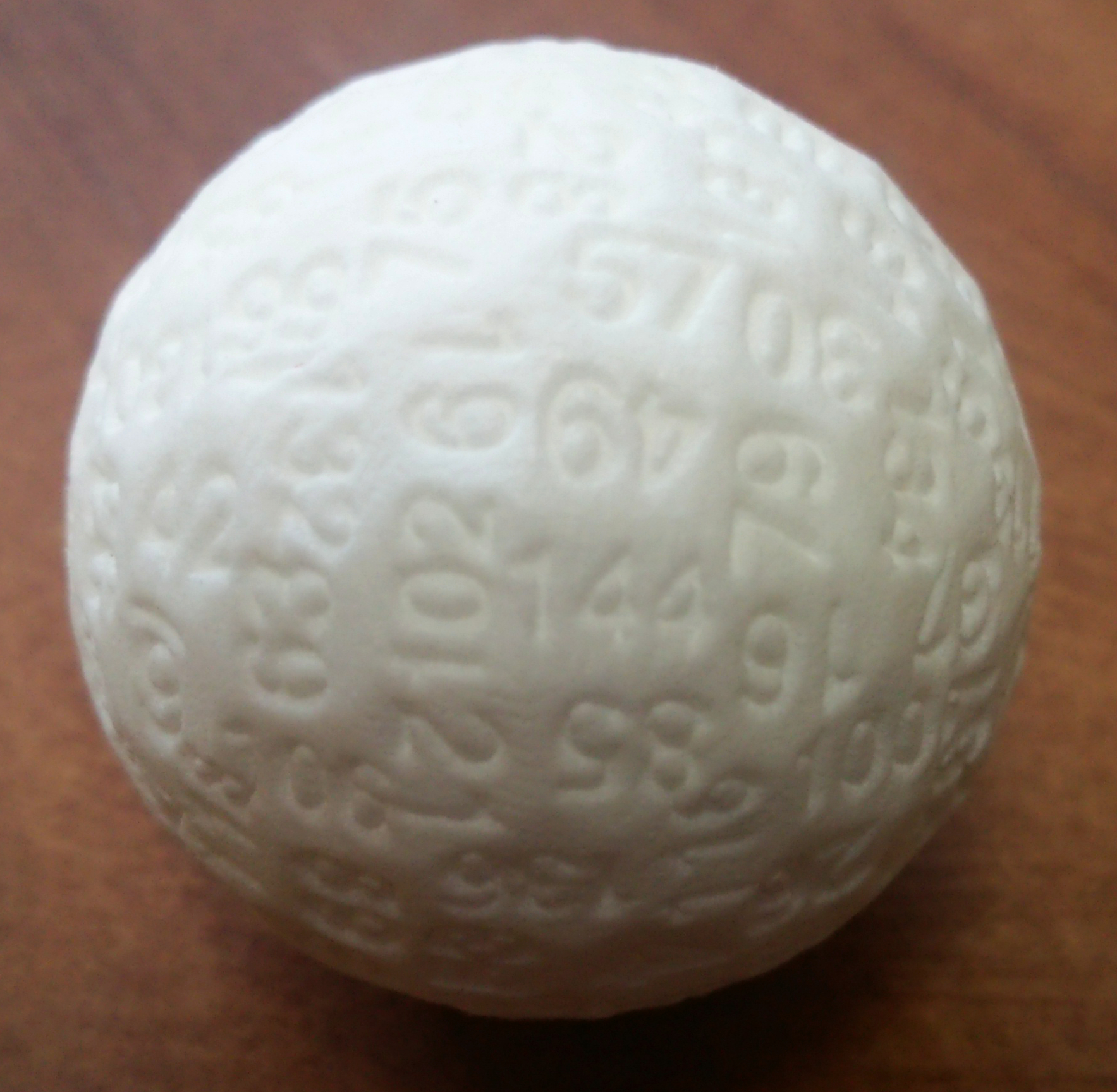
144面ダイス
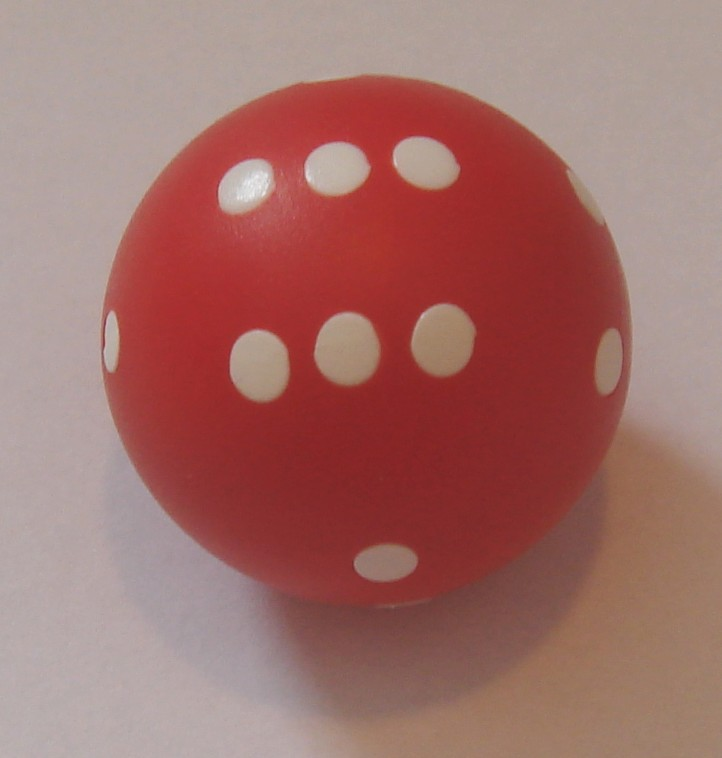
球体ダイス
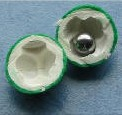
球体ダイスの断面
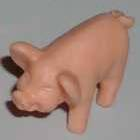
特殊なダイスの例（豚型、Pass the Pigsで用いる。静止状態は6通り）

## 目の異なるサイコロ
普通のサイコロは、6面体なら1〜6、20面体なら1〜20と、各面に1からそのサイコロの面数までの数を示す目を持つが、それとは異なる目を持つサイコロも存在している。

### 数の範囲が異なるサイコロ
市販の6面ダイスに限っても、以下の目を持つサイコロなどが存在する。
- 0, 1, 2, 3, 4, 5
- 1, 1, 2, 2, 3, 3
- 4, 4, 5, 5, 6, 6
- 0, 0, 0, 1, 1, 1
- 1, 1, 1, 2, 2, 2

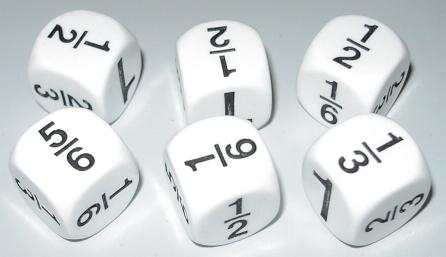
分数ダイス

- -1, -2, -3, -4, -5, -6
- 1, -2, 3, -4, 5, -6
- -1, 2, -3, 4, -5, 6
- 1/6, 1/3, 1/2, 2/3, 5/6, 1
- 1, 1/2, 1/3, 1/4, 1/5, 1/6
- 5, 6, 7, 8, 9, 10
- 7, 8, 9, 10, 11, 12
- 11, 12, 13, 14, 15, 16
- 13, 14, 15, 16, 17, 18
- 19, 20, 21, 22, 23, 24
- 25, 26, 27, 28, 29, 30
- 2, 4, 8, 16, 32, 64（ダブリングキューブ　バックギャモンでの倍率表示用）
- I（1）, V（5）, X（10）, L（50）, C（100）, D（500）（ローマ数字）

### 数以外を示すサイコロ

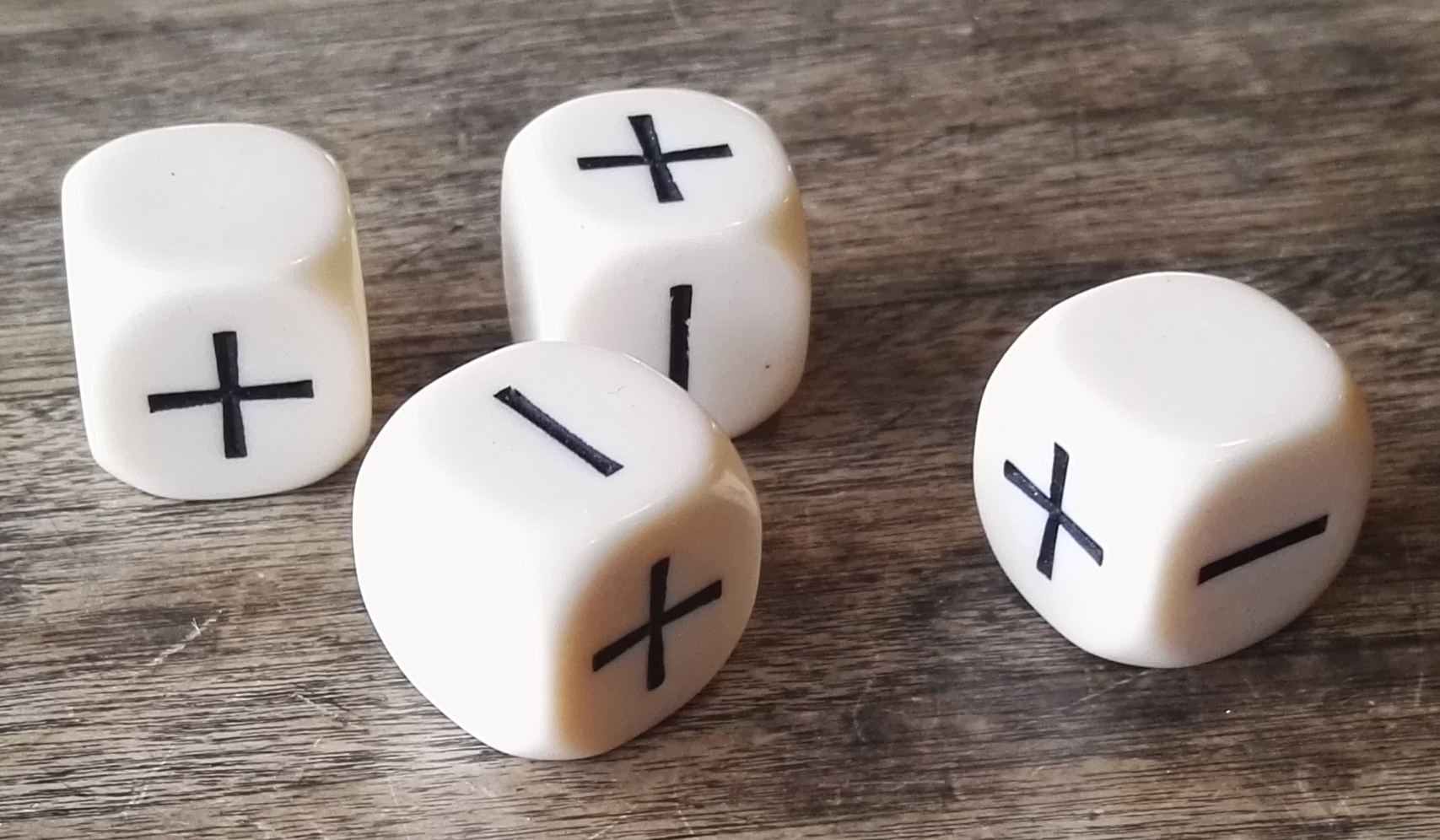
テーブルトークRPGの"Fudge"で用いられるダイス

数以外を目に持つサイコロも各種存在しており、非常にバリエーションも豊富である。
- When, Where, Who, What, Why, How（5W1H。6面）
- ＋, －, ×, ÷, ＝, ＞（算術記号。6面）
- N, NE, E, SE, S, SW, W, NW（方位。8面）
- Sun, Moon, Mercury, Venus, Mars, Jupiter, Saturne, Uranus, Neptune, Pluto（天体。10面）
- January から December まで（12カ月。12面）
- 白羊宮から双魚宮まで（黄道十二宮。12面）
- 子(ね)から亥(い)まで、もしくは鼠から猪まで (十二支。12面)

### 占術用サイコロ
易占専用に作られたサイコロも存在する。これは、主に略筮法を模擬するもので、
- 8面ダイス2個（数字の代わりに、乾・兌・離・震・巽・坎・艮・坤の8文字が彫られている）
- 6面ダイス1個（同じく、初・二・三・四・五・上の6文字）

以上の組み合わせから成る。中筮法を模擬するため、8面ダイスが6個使われることもある。入れたままでサイコロを振ることができる、専用の箱も市販されている。なお、八卦にはそれぞれ数字が配当されているため、通常の8面ダイスの数字を適宜読み替えて使用することも可能であるが、利便性は若干劣る。

### 麻雀用サイコロ
麻雀では、一般的には通常のサイコロを2つ同時に振り、開門個所（最初に牌を取る場所）を決定する。しかし、出目の関係から開門する場所に偏り（東家から順に8/36・9/36・10/36・9/36の確率）があり、また全自動麻雀卓がまだ普及していなかった時代は積み込みが横行していたため、それらを解決するためにパッコロと呼ばれる麻雀専用のサイコロが考案された。これは2種類の正十二面体のサイコロがセットになったものである。これらは、以下の目を持つ。
- 開門用黒サイコロ
漢数字で一〜十二の目を持つ。
- 場決め用赤サイコロ
東南西北がそれぞれ3つずつの目を持つ。

パッコロを採用したルール（立方体のサイコロ2個の2度振りも選択できる）もあるが、実際にはほとんど普及していない。
立方体のサイコロ2個の1度振りでも開門する場所に偏りが出ない方法も考案されている。5の目を4に変え、1・2・3・4・4・6の目を持つサイコロと普通のサイコロを1個ずつ使用することによって、各家ともに9/36（1/4）の確率となる。

### カレンダー用サイコロ
遊戯に用いるものではないが、サイコロ型の万年カレンダーが発売されている。4個の立方体で構成されており、月を表すサイコロ1個、日を表すサイコロ2個、曜日を表すサイコロ1個で構成されている。日を表すサイコロは一方に0・1・2・3・4・5、もう一方に0・1・2・6・7・8が書かれており、9は6を上下逆に置くことにより1日から31日までの日付がすべて表現できる。観光地の土産物として売られていることがある。

## 不正なサイコロ
賭博（主として丁半）で八百長が行われる際には、特定の数字が出る確率を高くし、胴元の勝率が高くなるように細工したサイコロが使われる。これを不正ダイス、またはイカサマサイ、グラ賽などと呼ぶ。重心の偏りによって特定の数字が出る確率を高くする場合が多い。博徒が仕掛けを見破ってサイコロを噛んで割り、中の仕込みを露見させるという、映画などにおける道具立てとしてもよく知られている。
不正には、主に次の2種類の手法が良く知られている。
ローデッド・ダイス（loaded dice）
内部にサイコロ自体の素材より比重の高い金属などを仕込み、重心を偏らせたもの。
シェイヴド・ダイス（shaved dice）
本来立方体であるべきものを、高さだけをわずかに短くすることにより、重心を偏らせたもの。
この他にも、蝋や水銀などを内部に仕込み、重心を自由に操作できるようにしたヴァリアブル・ローデッド・ダイス（variable loaded dice）、サイコロ内部に磁石を、テーブル内部にはコイル等の電磁石を仕込み、電磁石に通電させることで磁石を反応させ、出目を操作できるようにしたマグネット・ダイス（magnet dice）など様々なものが考案されてきた。
賭博黙示録カイジで目が4と5と6しかない「456賽」たるものが登場した。
水晶・ガラス・プラスチックといった透明な材質を用いたサイコロには、このような仕掛けがないことを示す役割もある。特にカジノでは、透明なプラスチック製のサイコロが用いられる。材質が透明であれば、一部に比重の違う素材を使っても、透かし見た際に屈折率の違いによって向こうが歪んで見えるため、すぐにわかってしまう。

## サイコロに適する図形

### 全面使用するサイコロの条件
サイコロとして適している立体図形としては、以下の条件が挙げられる。
- 凸多面体であること。
- 全ての面が合同な凸多角形であること。
- 全ての面が重心から等距離であること。
- 全ての面が向かい合う平行面を持つこと。

最後の条件は、地面に固定されたときに真上に来る面が目を定めるためのものである。例えば、正四面体はこの条件に当てはまらないため、4面ダイスは目が読みにくい。

#### 具体例
具体的な図形としては以下のものが挙げられる。
- 正多面体（プラトンの立体）から4種。

| 図形       | 名称       | 面数 |
| ---------- | ---------- | ---- |
| 立方体     | 立方体     | 6    |
| 正八面体   | 正八面体   | 8    |
| 正十二面体 | 正十二面体 | 12   |
| 正二十面体 | 正二十面体 | 20   |

- カタランの立体（半正多面体（アルキメデスの立体）の双対）から10種。

| 図形           | 名称           | 面数 |
| -------------- | -------------- | ---- |
| 菱形十二面体   | 菱形十二面体   | 12   |
| 三方八面体     | 三方八面体     | 24   |
| 四方六面体     | 四方六面体     | 24   |
| 凧形二十四面体 | 凧形二十四面体 | 24   |
| 菱形三十面体   | 菱形三十面体   | 30   |
| 六方八面体     | 六方八面体     | 48   |
| 三方二十面体   | 三方二十面体   | 60   |
| 五方十二面体   | 五方十二面体   | 60   |
| 凧形六十面体   | 凧形六十面体   | 60   |
| 六方二十面体   | 六方二十面体   | 120  |

- 正双角錐（正角柱の双対）のうち赤道面が偶数角形のもの。無限種。
具体的には、nを1以上の整数として、正双2n+2角錐（正2n+2角柱の双対）であり、4n+4面体。つまり、n=1: 正双四角錐/8面体、n=2: 正双六角錐/12面体、n=3: 正双八角錐/16面体、n=4: 正双十角錐/20面体など。特に正双四角錐で、8つの正三角形からなるものは正八面体となる。

| 図形       | 名称       | 面数 |
| ---------- | ---------- | ---- |
| 正双四角錐 | 正双四角錐 | 8    |
| 正双六角錐 | 正双六角錐 | 12   |
| 正双八角錐 | 正双八角錐 | 16   |

- 正ねじれ双角錐（正反角柱の双対）のうち双対となる反角柱の底面が奇数角形のもの。無限種。
具体的には、nを1以上の整数として、正ねじれ双2n+1角錐（正反2n+1角柱の双対）であり、4n+2面体。つまり、n=1: 正ねじれ双三角錐/6面体、n=2: 正ねじれ双五角錐/10面体、n=3: 正ねじれ双七角錐/14面体、n=4: 正ねじれ双九角錐/18面体など。正ねじれ双三角錐は各面が菱形の平行六面体であり、特に6つの正方形からなるものは立方体となる。

| 図形             | 名称             | 面数 |
| ---------------- | ---------------- | ---- |
| 正ねじれ双三角錐 | 正ねじれ双三角錐 | 6    |
| 正ねじれ双五角錐 | 正ねじれ双五角錐 | 10   |
| 正ねじれ双七角錐 | 正ねじれ双七角錐 | 14   |

双角錐ダイスとねじれ双角錐ダイスとを総称して、そろばん珠形ダイス、または双錐体ダイスと言う。

### 一部の面を使用するサイコロ
二つの底面間の距離が十分に長いのであれば、正角柱や正反角柱もサイコロとして適している。ちょうど、鉛筆を転がすようなものと思えば把握しやすい。これらの形状のサイコロも実際に市販されている。
- 正角柱。無限種。
- 正反角柱。無限種。

角柱ダイスと反角柱ダイスとを総称して、麺棒形ダイス、または柱体ダイスと言う。
逆に、正角柱・円柱の側面を十分に短くすると、2つの底面を使った「2面サイコロ」ができる。ちょうど、硬貨を投げてコイントスをするようなものである。ただし、一般にはこれをサイコロとは呼ばない。
また以下のように、細長い正角柱や正反角柱のような立体図形ではないが、多面体のうち特定の面積の狭い面を目として用いず、残りの目として用いる面について全て合同な多角形となっているような物もある。

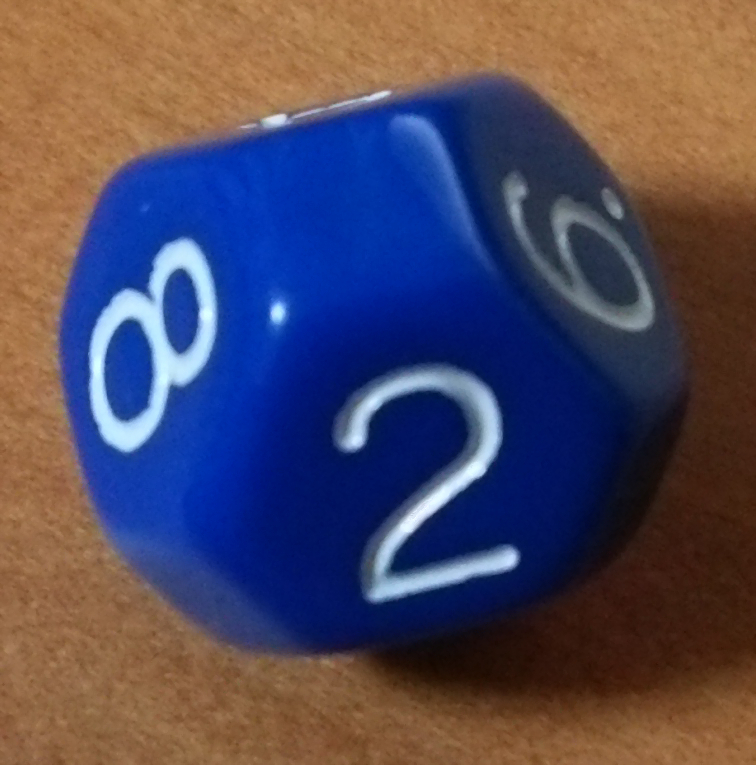
8面ダイス（正八面体の頂点を小さく切り取ったもの。正方形の面は小さいのでそこで立つ確率は極めて小さい）
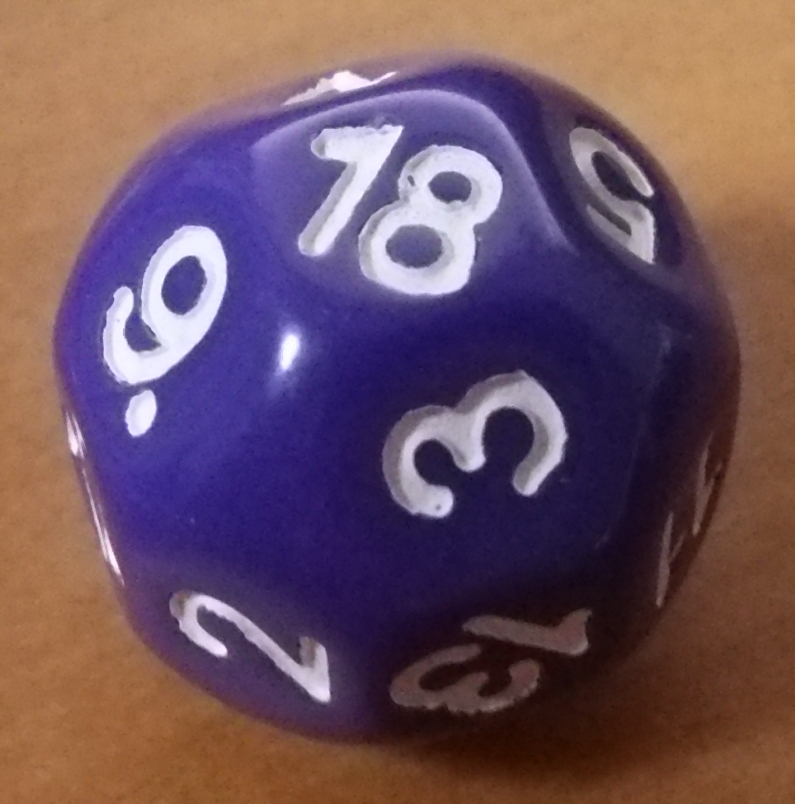
18面ダイス（切稜立方体の六角形が３枚集まる角を丸めたもの。漢代中国の18面六博サイコロを模したもの）

### 多面化の問題点
そろばん珠形ダイスと麺棒形ダイスの場合、理論上では面数は無限に増やせるが、面数が増えるほど、そろばん珠形は双円錐に、麺棒形は円柱にそれぞれ近付くので、サイコロとして機能しなくなってくる。実際に機能するのは、最大でも双角錐で48面（正双二十四角錐）、ねじれ双角錐で50面（正ねじれ双二十五角錐）、角柱で25面（正二十五角柱）、反角柱で24面（正反十二角柱）程度と考えられる。市販のサイコロでは最大で、そろばん珠形では50面のもの（正ねじれ双二十五角錐）が、麺棒形では20面のもの（正反十角柱）がそれぞれ存在する。

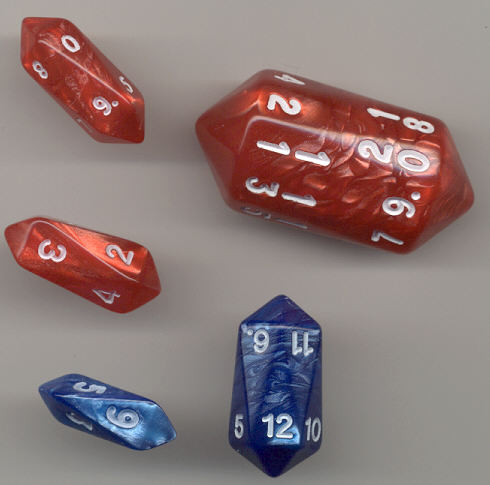
麺棒形ダイス
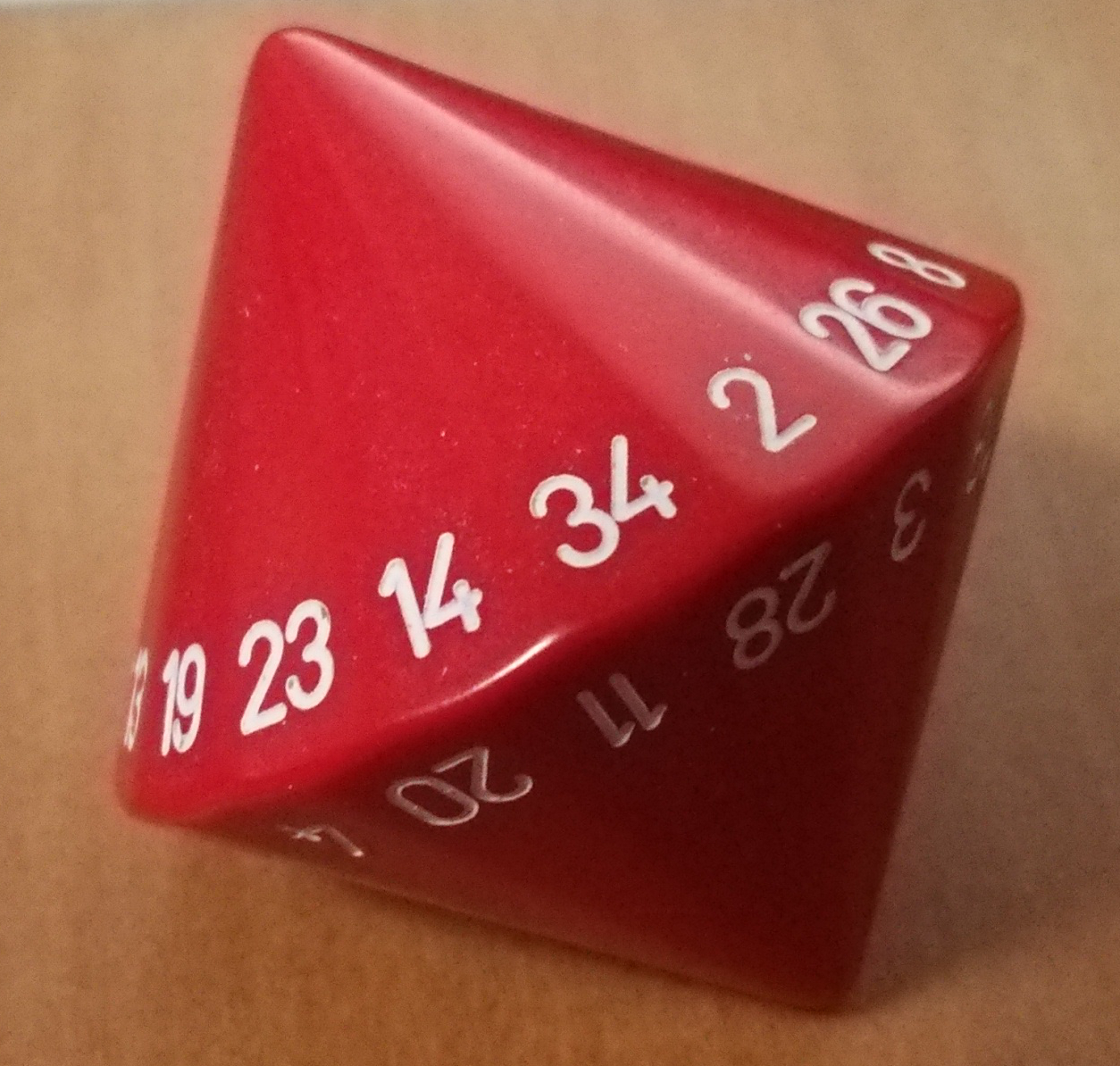
34面ダイス（ねじれ双十七角錐）
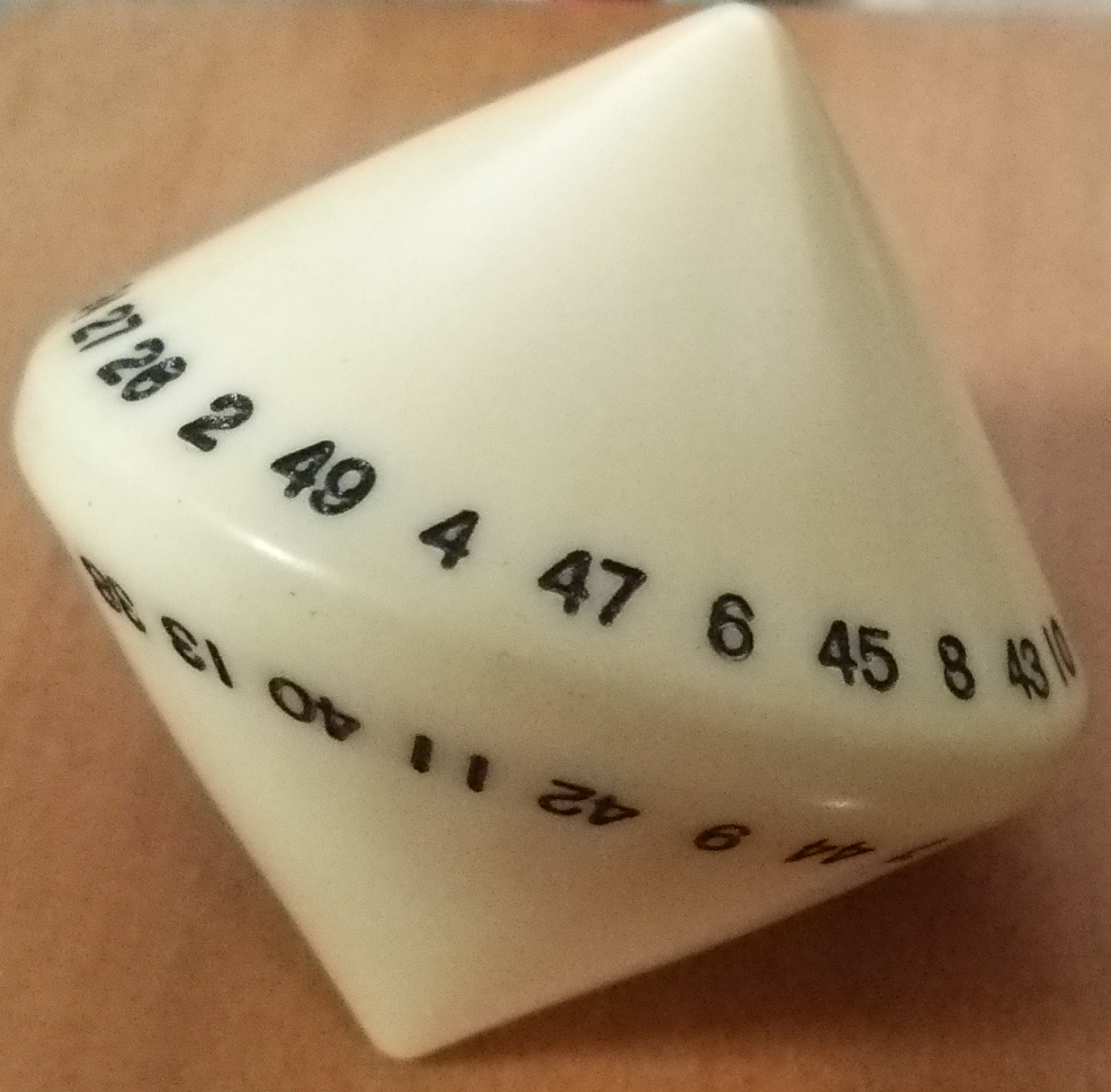
50面ダイス（ねじれ双二十五角錐）

## 出目に関する各種の値
任意の面数を持つサイコロを、任意の回数ないし個数振る際の各種の値は、振る回数ないし個数を f（ただし {\displaystyle f\in \mathbb {Z} } かつ 0 ≤ f）、面数を p（ただし {\displaystyle p\in \mathbb {Z} } かつ 1 ≤ p）とし、各回の出目の和を合計値とすると、一般に以下の式で求められる。例として、3D6 (f = 3, p = 6) の場合の値を添えた。

### 合計値

#### 最小値
最小の合計値は、回数に等しい。
（最小値）= f
例：3

#### 最大値
最大の合計値は、回数と面数の積に等しい。
（最大値）= fp
例：3×6 = 18(10) = 30(6)

#### 分布範囲
合計値の分布範囲は、最大値と最小値の差に等しく、回数と面数-1の積に等しい。
（分布範囲）= fp-f = f(p-1)
例：3×6-3 = 3(6-1) = 15(10) = 23(6)

#### 合計値の数
合計値が取り得る値の数は、分布範囲に1を加えた値に等しい。
（合計値数）= fp-f+1 = f(p-1)+1
例：3×6-3+1 = 3(6-1)+1 = 16(10) = 24(6)

#### 中点値
サイコロの出目の合計値を考えた場合、その中点値（mid-range）は、全種類の合計値の算術平均に等しく、また必ず期待値に一致する。このため、各合計値の確率を計算せずとも、中点値を求めることで、極めて平易に期待値を知ることができる。具体的には、最大値と最小値の和を2で割った値であり、回数と面数+1の積を2で割った値に等しい。
（中点値）= {\displaystyle {\frac {fp+f}{2}}={\frac {f(p+1)}{2}}}
例：{\displaystyle {\frac {3\times 6+3}{2}}={\frac {3(6+1)}{2}}=} 10.5(10) = 14.3(6)

#### 総順列数
出目の順列の総数は、p 種類の出目から重複を許して f 回並べる重複順列となる。
（総順列数）= pΠf = pf
例：6Π3 = 63 = 216(10) = 1000(6)

#### 任意の合計値の順列数
任意の合計値となる出目の順列の数は、パスカルの三角形を応用し、{\displaystyle \left(\sum _{i=0}^{p-1}x^{i}\right)^{f}} の係数を求めることで算出可能である。任意の合計値を s（ただし {\displaystyle s\in \mathbb {N} } かつ f ≤ s ≤ fp）とすると、
（任意合計値順列数）= {\displaystyle \sum _{i=0}^{\left\lfloor {\frac {s-f}{p}}\right\rfloor }{}_{s-pi-1}\mathrm {C} _{f-1}\cdot {}_{f}\mathrm {C} _{i}\cdot (-1)^{i}}
まず前述の式を変形し、パスカルの三角形の母関数を導き出す。
{\displaystyle \left(\sum _{i=0}^{p-1}x^{i}\right)^{f}}
= {\displaystyle (1+x+x^{2}+x^{3}+\cdots +x^{p-1})^{f}}
= {\displaystyle {\frac {(1-x)^{f}(1+x+x^{2}+x^{3}+\cdots +x^{p-1})}{(1-x)^{f}}}}
= {\displaystyle {\frac {(1-x^{p})^{f}}{(1-x)^{f}}}}
これを展開して、各項の係数を取り出し整理すると、上記の式となる。
例（任意の合計値を11とした場合）：{\displaystyle \sum _{i=0}^{\left\lfloor {\frac {11-3}{6}}\right\rfloor }{}_{11-6i-1}\mathrm {C} _{3-1}\cdot {}_{3}\mathrm {C} _{i}\cdot (-1)^{i}}
= 10C2·3C0·(-1)0+4C2·3C1·(-1)1
= 45×1×1+6×3×(-1)
= 27(10) = 43(6)

### 確率

#### 任意の合計値
任意の合計値が出る確率は、上記の任意合計値順列数を総順列数で割った値となる。
（任意合計値の確率）= {\displaystyle {\frac {\sum _{i=0}^{\left\lfloor {\frac {s-f}{p}}\right\rfloor }{}_{s-pi-1}\mathrm {C} _{f-1}\cdot {}_{f}\mathrm {C} _{i}\cdot (-1)^{i}}{p^{f}}}}
例（任意の合計値を11とした場合）：{\displaystyle {\frac {27}{216}}={\frac {1}{8}}=0.125}

#### ゾロ目
すべて同じ目が出る確率は、
（ゾロ目の確率）= {\displaystyle {\frac {p}{p^{f}}}={\frac {1}{p^{f-1}}}}
例：{\displaystyle {\frac {6}{6^{3}}}={\frac {6}{216}}={\frac {1}{36}}\approx 0.0278}

#### すべての目が1回以上
f ≥ p の時に、全種類の目が少なくとも1回以上出る確率は（ここで{\displaystyle \{{\begin{smallmatrix}f\\p\end{smallmatrix}}\}}は第二種スターリング数）、
（すべての目が1回以上出る確率）= {\displaystyle {\frac {\left\{{\begin{matrix}f\\p\end{matrix}}\right\}p!}{p^{f}}}={\frac {\displaystyle \sum _{i=0}^{p}(-1)^{i}{\binom {p}{i}}(p-i)^{f}}{p^{f}}}}
f = p の時に、全種類の目が1回ずつ出る確率は、
（すべての目が1回ずつ出る確率）= {\displaystyle {\frac {p!}{p^{p}}}}
f = p + 1 の時に、全種類の目が少なくとも1回以上出る確率は、
（すべての目が1回以上出る確率）= {\displaystyle {\frac {f!}{2\cdot p^{p}}}}
例（7D6 の場合）：{\displaystyle {\frac {7!}{2\cdot 6^{6}}}={\frac {5040}{93312}}={\frac {35}{648}}\approx 0.054}

#### 特定の目が1回以上
特定の目が少なくとも1回以上出る確率は、
（特定の目が1回以上の確率）= {\displaystyle 1-{\frac {(p-1)^{f}}{p^{f}}}}

#### 特定の目が1回
特定の目が1回のみ出る確率は、
（特定の目が1回の確率）= {\displaystyle {\frac {f\cdot (p-1)^{f-1}}{p^{f}}}}
例：{\displaystyle {\frac {3\cdot (6-1)^{3-1}}{6^{3}}}={\frac {75}{216}}}

#### 特定の目が0回
特定の目が1回も出ない、つまり特定の目以外の目しか出ない確率は、
（特定の目が出ない確率）= {\displaystyle {\frac {(p-1)^{f}}{p^{f}}}}
例：{\displaystyle {\frac {(6-1)^{3}}{6^{3}}}={\frac {125}{216}}\approx 0.5787}

## サイコロと遊戯
遊戯の道具としては将棋の祖であるチャトランガで使われていたという説もあるなど（ただし、初期のチャトランガがどのようなゲームであったかについては論争もある。詳細は「チャトランガ」を参照）歴史は古い。サイコロは最も一般的な乱数発生器と言える。
特に、シミュレーションゲームやテーブルトークRPGはさまざまなパターンの乱数を必要とするため、前述の多面ダイスも含めて多彩な種類・数のサイコロを使用する。これらのゲームではよく、数字と「D（または d ）」を組み合わせた「nDm」（m,n は数字）という表記で使用するサイコロを表す。これは m 面のサイコロを同時に n 個振った（または m 面のサイコロ 1 個を n 回振った）際の合計値を意味する。例えば「2D6」は 2 個の 6 面体サイコロを振った出目の合計という意味である。また、修正値 x を含めた「nDm+x」という表記や、複数の種類のサイコロを組み合わせた「nDm + qDp」という表記もある。これらの表記を「ダイス・ノーテーション（dice notation）」と言う（日本語では「ダイス・コード」とも言う）。

## サイコロと文化
サイコロは古くから運命をつかさどるものとみなされることが多く、例えば浄土宗の開祖・法然上人も六面に南無阿弥陀佛と記されたサイコロを使って占いをしたと文献に記されている。またチベット仏教でも、サイコロ占いの手引書がラマ僧によって著されるなど仏教の根本的な思想との関わりが深い。
また、比喩として引用されることも多い。有名なものでは以下のものなどが挙げられる。
- カエサルが元老院に逆らい、ルビコン川を越えて南側のガリア・キサルピナに踏み入った時、率いていた軍勢に「賽は投げられた (alea iacta est)」と述べたとされる。運命の歯車は既に回ってしまった、といった意味で使われる。
- 『平家物語』によれば、白河法皇が権勢を誇った頃、どうしても自分の思い通りにならない天下の三不如意として「加茂川の水、双六の賽、山法師」の三つを挙げたという。
- アルベルト・アインシュタインは量子力学の確率による世界観に対し、「神はサイコロを振らない」と表現して批判をした。
- いい加減なことを示す「でたらめ」の語源は「出たら目」、すなわち賽の目の通りに行動することが由来とされている。「出鱈目」と表記される事もあるがこれは当て字。

また、時にサイコロは一般的な形状から立方体、あるいは漠然と四角形を比喩することがある。調理法の賽の目切り（サイコロのように立方体に切っていくこと。サイコロステーキやミックス・ベジタブルなどに見られる）などはその例である。欧米においても同様の切り方を「Diced」（Diceは英語でサイコロのこと）と呼ぶ。

## 日本語での表記
算数の教科書では「さいころ」と表記している。国語辞典の見出しや、第一法規『用字用語 新表記辞典』でも同じく平仮名で表す。外来語ではないが、前後に平仮名が続く場合には読みにくいので、現在は片仮名での表記「サイコロ」が用いられることが多い。
「さいころ」の「さい」は、「塞」または「簺」の音読みであり、双六に似たゲーム、もしくはそれに使うサイコロのことである。それに接尾辞「ころ」が付いて、「さいころ」となった。
「采・賽」は当て字である。

## サイコロを主としたゲーム

Paschier Joostens, De Alea, 1642

### 卓上ゲーム・アナログゲーム
- すごろく
- バックギャモン
- モノポリー
- ブラフ
- ヤッツィー
- ポーカーダイス
- エース・イン・ザ・ポット
- 街コロ

### 賭博
- クラップス
- 大小
- 丁半
- チョボイチ
- 賽本引（さいほんびき）
- タブ
- チンチロリン

### コンピュータゲーム
- XI [sái] - サイコロを用いたパズルゲーム。

## 符号位置
| 記号 | Unicode | JIS X 0213 | 文字参照            | 名称      |
| ---- | ------- | ---------- | ------------------- | --------- |
| ⚀    | U+2680  | -          | &#x2680; &#9856;    | サイコロ1 |
| ⚁    | U+2681  | -          | &#x2681; &#9857;    | サイコロ2 |
| ⚂    | U+2682  | -          | &#x2682; &#9858;    | サイコロ3 |
| ⚃    | U+2683  | -          | &#x2683; &#9859;    | サイコロ4 |
| ⚄    | U+2684  | -          | &#x2684; &#9860;    | サイコロ5 |
| ⚅    | U+2685  | -          | &#x2685; &#9861;    | サイコロ6 |
| 🎲   | U+1F3B2 | -          | &#x1F3B2; &#127922; | サイコロ  |